# Прогресивна епоха
Прогресивна епоха (1890-ті–1920-ті роки)  — це період в історії США, який характеризувався численними спробами соціальних і політичних реформ. Реформатори цієї епохи, відомі як прогресисти, прагнули вирішити проблеми, пов'язані з швидкою індустріалізацією, урбанізацією, імміграцією та політичною корупцією, а також концентрацією промислової власності в руках монополій. Реформатори висловлювали занепокоєння щодо нетрів, бідності та умов праці. Численні перехресні рухи прагнули соціальних, політичних та економічних реформ, пропагуючи зміни в управлінні, наукових методах та професіоналізмі; регулювання бізнесу; захист природного середовища; та прагнення поліпшити умови життя та праці в містах.
Корумповані та недемократичні політичні машини та їхні керівники були головною мішенню прогресивних реформаторів. Щоб оживити демократію, прогресисти запровадили прямі первинні вибори, прямі вибори сенаторів (замість виборів, що проводилися законодавчими органами штатів), ініціативи та референдуми, а також виборче право жінок, яке просувалося з метою розвитку демократії та залучення передбачуваного морального впливу жінок у політику. Для багатьох прогресистів заборона алкогольних напоїв була ключовим фактором у боротьбі з корупцією в політиці, а також у поліпшенні соціальних умов.
Іншою ціллю були монополії, які прогресисти намагалися регулювати за допомогою антимонопольного законодавства з метою сприяння чесній конкуренції. Прогресисти також виступали за створення нових урядових агентств, зосереджених на регулюванні промисловості. Додатковою метою прогресистів було застосування наукових, медичних та інженерних рішень для реформування уряду та освіти і сприяння вдосконаленням у різних галузях, включаючи медицину, фінанси, страхування, промисловість, залізничний транспорт та церкви. Вони прагнули професіоналізації соціальних наук, особливо історії, економіки та політології, а також підвищення ефективності за допомогою наукового менеджменту або тейлоризму.
Спочатку рух діяв переважно на місцевому рівні, але згодом поширився на державний та національний рівні. Прогресивні лідери часто походили з освіченого середнього класу, а різні прогресивні реформи отримували підтримку від юристів, вчителів, лікарів, міністрів, бізнесменів та робітничого класу.

## Засновники прогресивних ідеалів та рухів
Певні ключові групи мислителів, письменників та активістів відіграли ключову роль у створенні або побудові рухів та ідей, які визначили форму Прогресивної ери.

### Народна демократія: ініціатива та референдум
Натхнення для ініціативного руху було засноване на швейцарському досвіді. Активіст руху робітників з Нью-Джерсі Джеймс В. Салліван відвідав Швейцарію в 1888 році і написав детальну книгу, яка стала зразком для реформаторів, що просували цю ідею: «Пряме законодавство громадянством через ініціативу та референдум» (1893). Він припустив, що використання ініціативи надасть політичну владу робітничому класу і зменшить необхідність страйків. Книга Саллівана спочатку була широко прочитана лівими, такими як профспілкові активісти, соціалісти та популісти. Вільям У'Рен був одним із перших прихильників, який використав її для організації реформаторської кампанії в Орегоні. До 1900 року її вивчали «прогресивні» реформатори середнього класу по всьому світу.

### Розслідування корупції: викриття корупції

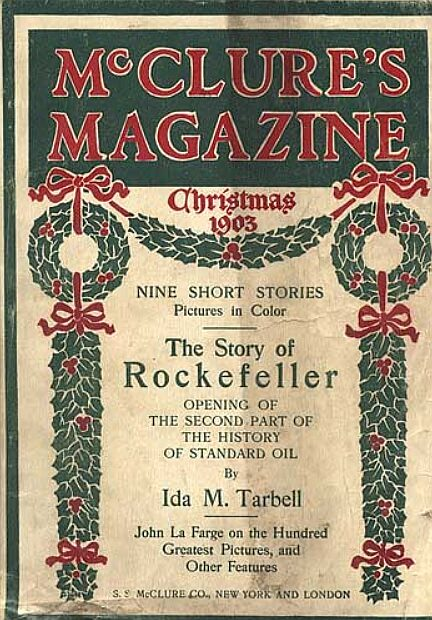
На різдвяній обкладинці журналу МакКлюра 1903 року є викривальний матеріал Іди Тарбелл про Рокфеллера та Standard Oil.

У 1900 році популярність журналів різко зросла, а тираж деяких з них досяг сотень тисяч передплатників. На початку епохи засобів масової інформації стрімке поширення національної реклами призвело до різкого падіння ціни популярних журналів до приблизно 10 центів, що зменшило фінансові бар'єри для їх споживання.  Іншим фактором, що сприяв різкому зростанню тиражів журналів, було висвітлення корупції в політиці, місцевому самоврядуванні та великому бізнесі, особливо журналістами та письменниками, які стали відомі як «макрейкери». Вони писали для популярних журналів, викриваючи соціальні та політичні гріхи та недоліки. Покладаючись на власні журналістські розслідування, макрейкери часто працювали над викриттям соціальних негараздів та корпоративної і політичної корупції. Журнали-макрейкери, зокрема McClure's, боролися з корпоративними монополіями та політичними машинами, одночасно підвищуючи обізнаність громадськості про хронічну міську бідність, небезпечні умови праці та соціальні проблеми, такі як дитяча праця. Більшість макрейкерів писали нехудожні твори, але художні викриття також часто мали великий вплив, наприклад, твори Аптона Сінклера. У своєму романі 1906 року «Джунглі» Сінклер викрив антисанітарні та небезпечні умови праці в м'ясопереробній промисловості, сподіваючись викликати солідарність робітничого класу. Він жартома сказав: «Я цілився в серце громадськості, а випадково влучив у шлунок», оскільки читачі вимагали і домоглися прийняття Закону про інспекцію м'яса та Закону про чисті продукти харчування та ліки.
Журналісти, які спеціалізувалися на викритті марнотратства, корупції та скандалів, діяли на державному та місцевому рівнях, як-от Рей Станнард Бейкер, Джордж Кріл та Бренд Вітлок. Інші, такі як Лінкольн Стеффенс, викривали політичну корупцію в багатьох великих містах; Іда Тарбелл відома своїми критичними зауваженнями на адресу компанії Standard Oil Company Джона Д. Рокфеллера. У 1906 році Девід Грем Філліпс виступив із різкою критикою корупції в Сенаті США. Рузвельт дав цим журналістам їхнє прізвисько (muckrackers), коли поскаржився, що вони не допомагають, розгрібаючи занадто багато бруду (muck).

### Модернізація
Прогресисти були завзятими модернізаторами, які вірили в науку і технологію як у велике рішення проблем суспільства. Вони розглядали освіту як ключ до подолання розриву між їхнім нинішнім марнотратним суспільством і технологічно просвітленим суспільством майбутнього. Характеристики прогресивізму включали сприятливе ставлення до міського-індустріального суспільства, віру в здатність людства поліпшити навколишнє середовище та умови життя, віру в обов'язок втручатися в економічні та соціальні справи, віру в здатність експертів та ефективність втручання уряду.  Наукове управління, проголошене Фредеріком Вінслоу Тейлором, стало гаслом промислової ефективності та усунення марнотратства, а його символом став секундомір.

### Філантропія
Кількість багатих сімей зросла в геометричній прогресії: з приблизно 100 мільйонерів у 1870-х роках до 4000 у 1892 році та 16 000 у 1916 році. Багато хто поділяв кредо Ендрю Карнегі, викладене в «Євангелії багатства», яке стверджувало, що вони мають обов'язок перед суспільством, який вимагає благодійних пожертв коледжам, лікарням, медичним дослідженням, бібліотекам, музеям, релігії та соціальному вдосконаленню.
На початку 20 століття американська філантропія досягла зрілості з розвитком дуже великих, помітних приватних фондів, створених Рокфеллером і Карнегі. Найбільші фонди сприяли розвитку сучасних, ефективних, орієнтованих на бізнес операцій (на відміну від «благодійності»), спрямованих на поліпшення суспільства, а не лише на підвищення статусу дарувальника. Були налагоджені тісні зв'язки з місцевою бізнес-спільнотою, як у русі «громадської скарбниці». Американський Червоний Хрест був реорганізований і професіоналізований. Кілька великих фондів допомагали чорношкірим на Півдні і, як правило, отримували поради від Букера Т. Вашингтона. На відміну від цього, в Європі та Азії було мало фондів. Це дозволило як Карнегі, так і Рокфеллеру діяти на міжнародному рівні з потужним ефектом.

### Цінності середнього класу

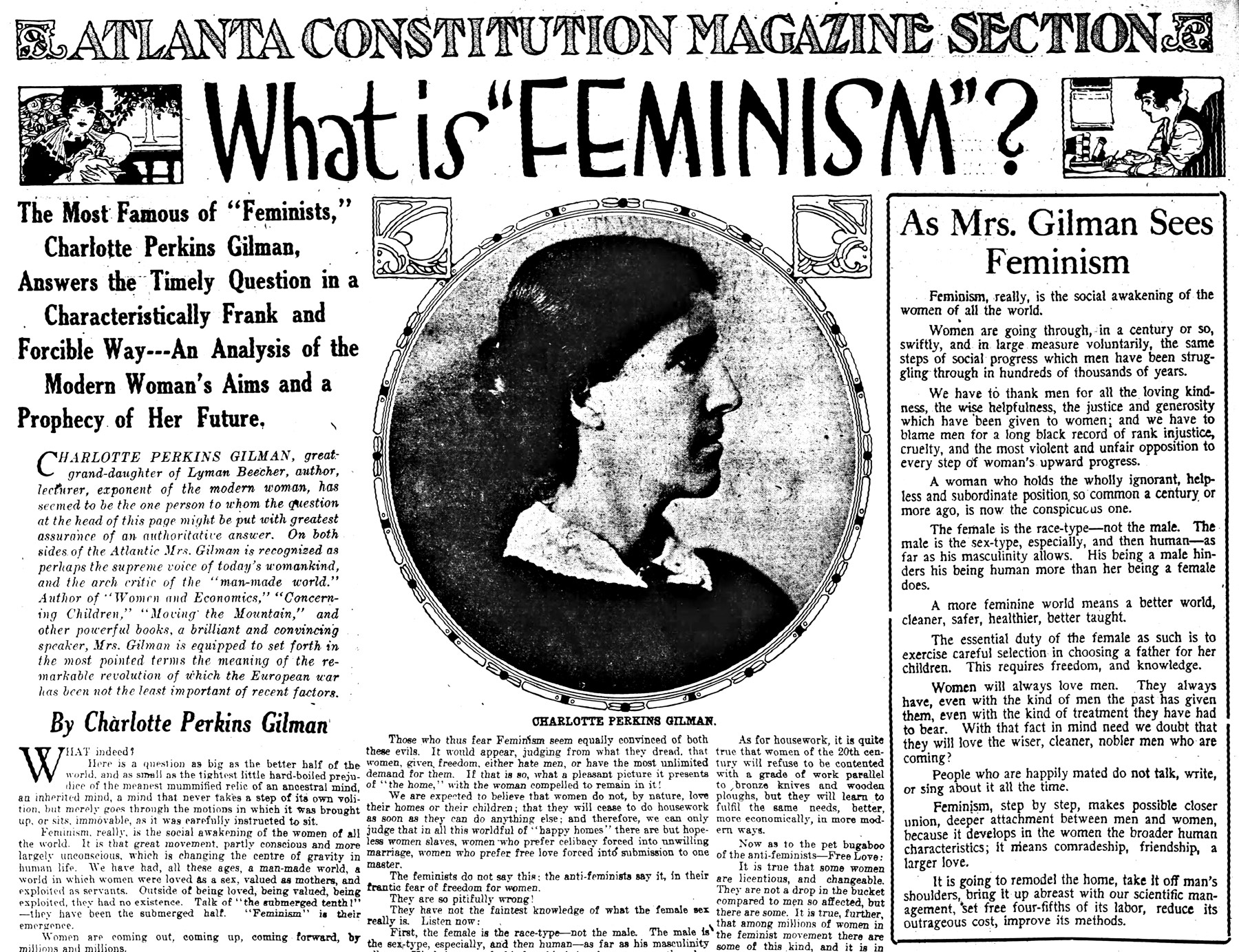
Шарлотта Перкінс Гілман (на фото) написала ці статті про фемінізм для газети «Конституція Атланти», опублікованої 10 грудня 1916 року.

Як характерна група Прогресивної епохи, середній клас став рушійною силою більшості ідей та реформ, що відбулися в цей час. Середній клас характеризувався відмовою від індивідуалістичної філософії верхніх десяти тисяч. Він виявляв швидко зростаючий інтерес до комунікації та ролі між класами, які зазвичай називають верхнім класом, робітничим класом, селянами та самим собою. У цьому контексті засновниця Hull-House Джейн Аддамс ввела термін «асоціація» як протилежність індивідуалізму, де асоціація означала пошук взаємозв'язків між класами. Крім того, середній клас (особливо жінки) почав відходити від традиційних вікторіанських сімейних цінностей. Кількість розлучень зросла, оскільки жінки воліли здобувати освіту та звільнятися від домашніх обов'язків. Вікторіанство було витіснене підйомом прогресивізму.

### Лідери та активісти

#### Політики

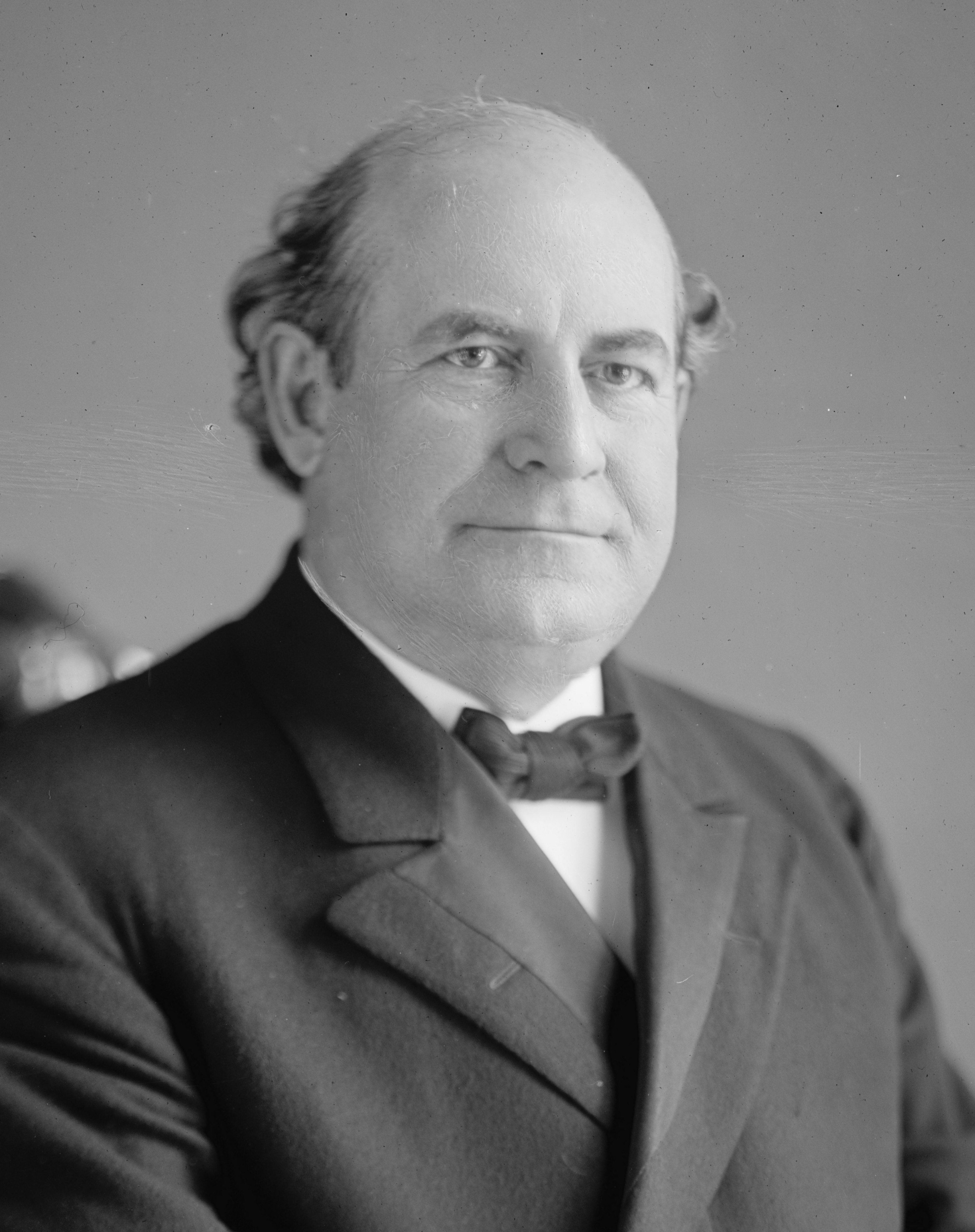
Вільям Дженнінгс Браян

Конгресмен Вільям Дженнінгс Брайан був кандидатом від Демократичної партії на президентських виборах 1896, 1900 і 1908 років. Брайан вибрав Вудро Вільсона кандидатом від партії в 1912 році і став державним секретарем. Консервативні демократи, які виступали проти Браяна, висунули свого кандидата в 1904 році, але в іншому Брайан і його прихильники в основному домінували в партії з 1896 по 1914 рік. Історик Девід Сарасон оцінив Демократичну партію в епоху Браяна:
Демократи [були] партією, орієнтованою на конкретні питання (реформа тарифів і дитячої праці, регулювання трестів, федеральний податок на доходи, прямі вибори сенаторів) і новою національною коаліцією (південці, західні прогресисти, виборці з робітничого класу та ліберальні інтелектуали), більшість з яких поділяли неохоче, але щире захоплення своїм номінальним лідером Вільямом Дженнінгсом Браяном. Дійсно, саме Брайан, який був представником простого народу, своїм духом, баченням і, звичайно, політичною проникливістю пронизує всю розповідь.

Джим Хогг, який обіймав посаду губернатора Техасу з 1891 по 1895 рік, відстоював інтереси окремих осіб і під час свого перебування на посаді очолював низку прогресивних реформ. За словами демократа Едварда М. Хауса, Техас був «піонером успішного прогресивного законодавства», і він назвав перебування Хогга на посаді каталізатором цього процесу.

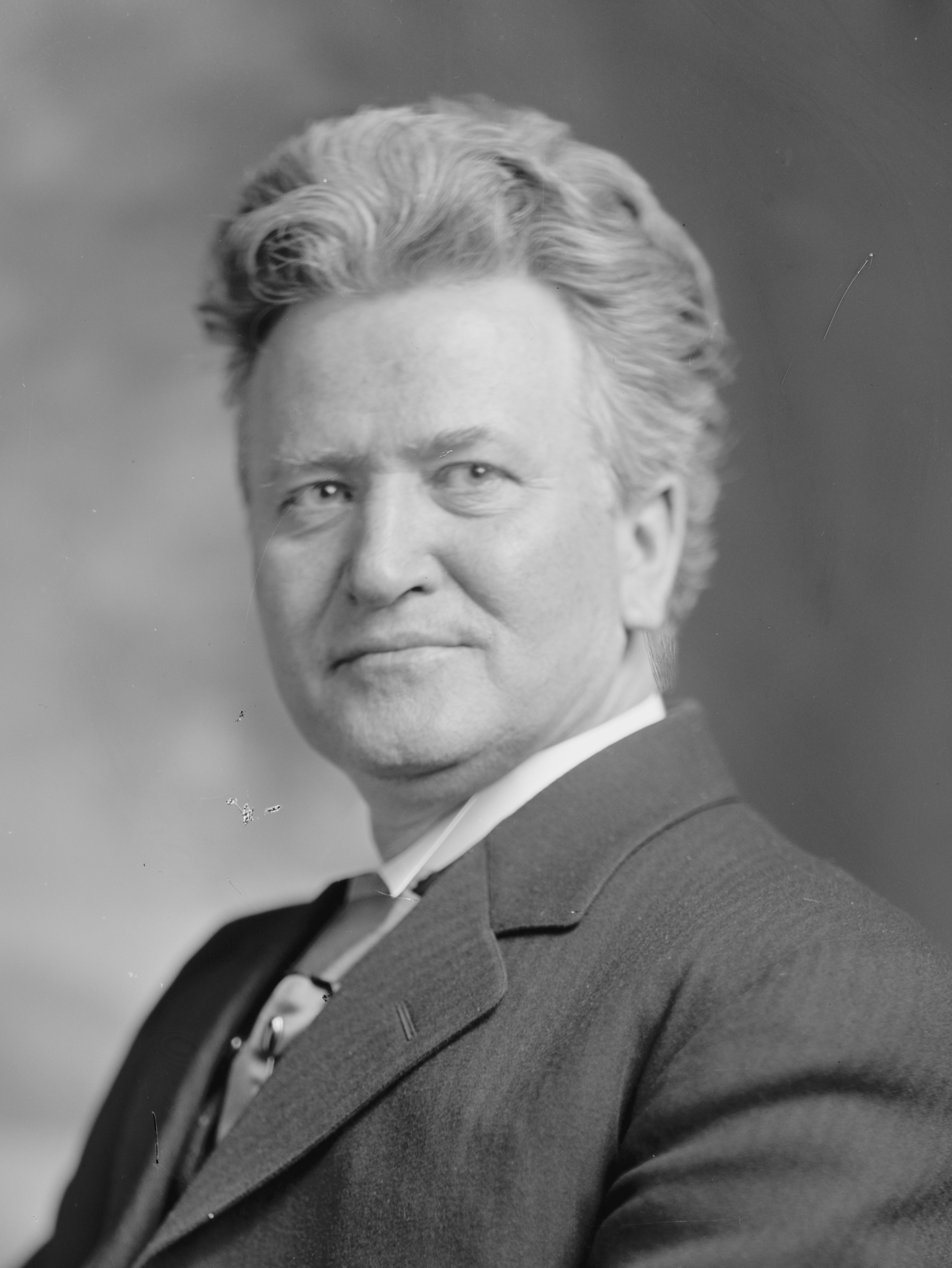
Роберт М. Ла Фоллетт

Роберт М. Ла Фоллетт і його родина були домінуючими силами прогресивізму у Вісконсині з кінця 1890-х до початку 1940-х років. Почавши як лояльний організатор Республіканської партії, він розірвав стосунки з босами наприкінці 1890-х років, створив мережу місцевих організаторів, лояльних до нього, і боровся за контроль над Республіканською партією штату, з різним успіхом. Він не зміг виграти номінацію на посаду губернатора в 1896 і 1898 роках, але виграв губернаторські вибори 1900 року. Як губернатор Вісконсіна, Ла Фоллетт досяг прогресивних результатів, запровадивши первинні вибори та податкову реформу. Ла Фоллетт виграв переобрання в 1902 і 1904 роках. У 1905 році законодавчий орган обрав його до Сенату США, де він став національним прогресивним лідером, часто конфліктуючи з консерваторами, такими як сенатор Нельсон Олдрич. Спочатку він підтримував президента Тафта, але розірвав з ним стосунки після того, як той не зміг домогтися зниження тарифних ставок. Він кинув виклик Тафту за номінацію від Республіканської партії на президентських виборах 1912 року, але його кандидатура була затьмарена Теодором Рузвельтом. Відмова Ла Фоллетта підтримати Рузвельта, а особливо його самогубна промова перед лідерами ЗМІ в лютому 1912 року, відштовхнула багатьох прогресистів. Ла Фоллет втратив свій статус національного лідера прогресивних республіканців, але залишився впливовою фігурою у Вісконсині. Ла Фоллет підтримував деякі політичні заходи президента Вілсона, але розірвав з ним стосунки через зовнішню політику, тим самим здобувши підтримку численних німецьких і скандинавських громад Вісконсину. Під час Першої світової війни Ла Фоллет був найвідвертішим противником внутрішньої та міжнародної політики адміністрації.

Оскільки основні партії висунули консервативних кандидатів на президентських виборах 1924 року, ліві групи об'єдналися за кандидатуру Ла Фоллетта від третьої партії. За підтримки Соціалістичної партії, фермерських груп, профспілок та інших, Ла Фоллетт мав сильні позиції у Вісконсині і, в значно меншій мірі, на Заході. Він закликав до націоналізації залізниць та електроенергетики, надання дешевих кредитів фермерам, посилення законів на захист профспілок та захисту громадянських свобод. Ла Фоллет отримав 17 % голосів виборців і переміг лише у своєму рідному штаті на тлі впевненої перемоги республіканців. Після його смерті в 1925 році його сини, Роберт М. Ла Фоллет-молодший і Філіп Ла Фоллет, стали його наступниками як прогресивні лідери у Вісконсині.

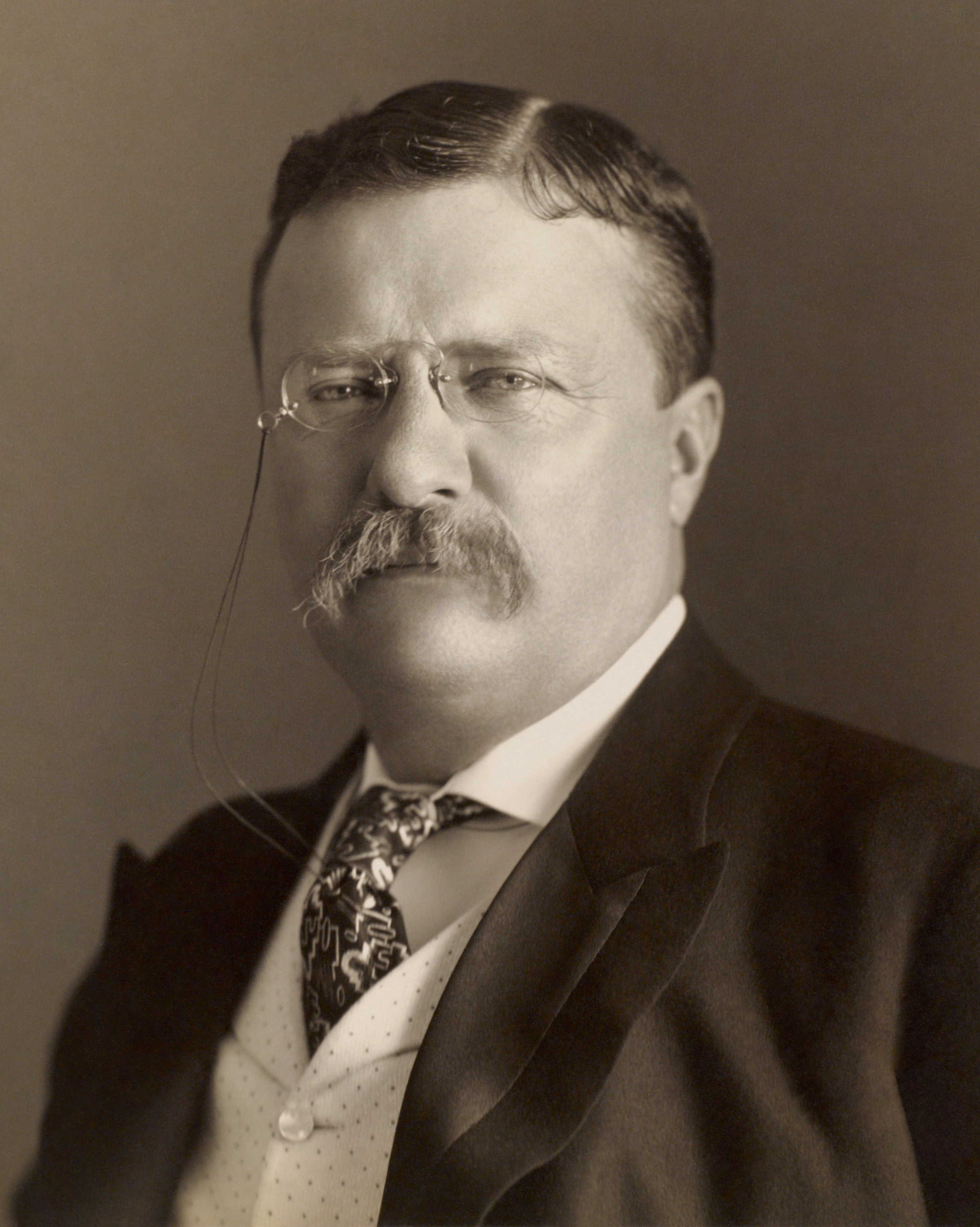
Теодор Рузвельт

Президент Теодор Рузвельт був лідером прогресивного руху і відстоював свою внутрішню політику «Справедливої угоди», обіцяючи пересічним громадянам справедливість, розпуск трестів, регулювання залізниць та чисті продукти харчування і ліки. Він зробив охорону природи головним пріоритетом і створив багато нових національних парків, лісів і пам'яток, призначених для збереження природних ресурсів країни. У зовнішній політиці він зосередився на Центральній Америці, де розпочав будівництво Панамського каналу. Він розширив армію і відправив Великий білий флот у світове турне, щоб продемонструвати військову міць США по всьому світу. Його успішні зусилля з посередництва у припиненні російсько-японської війни принесли йому Нобелівську премію миру 1906 року. Він уникав суперечливих питань щодо мит і грошей. У 1904 році він був обраний на повний термін і продовжував просувати прогресивну політику, частина якої була прийнята Конгресом. До 1906 року він рухався вліво, виступаючи за деякі програми соціального забезпечення та критикуючи різні бізнес-практики, такі як трести. Лідерство Республіканської партії в Конгресі рухалося вправо, як і його протеже, президент Вільям Говард Тафт. Рузвельт гірко розійшовся з Тафтом у 1910 році, а також з прогресивним лідером Вісконсіна Робертом М. Ла Фоллеттом. Тафт переміг Рузвельта на республіканських праймеріз 1912 року, і Рузвельт створив абсолютно нову Прогресивну партію. Вона закликала до «нового націоналізму» з активним наглядом за корпораціями, підвищенням податків та страхуванням на випадок безробіття і старості. Він підтримував виборчі права жінок, але мовчав про громадянські права чорношкірих, які залишалися в лавах республіканців. Він програв, і його нова партія розпалася, оскільки консерватизм домінував у Республіканській партії протягом наступних десятиліть. Біограф Вільям Харбау стверджує:
У зовнішній політиці спадщина Теодора Рузвельта полягає в розсудливій підтримці національних інтересів і сприянні світовій стабільності шляхом підтримання балансу сил; створенні або зміцненні міжнародних організацій і використанні їх, коли це можливо; а також неявній рішучості застосовувати військову силу, якщо це доцільно, для сприяння законним інтересам Америки. У внутрішній політиці це використання уряду для просування суспільних інтересів. «Якщо на цьому новому континенті, — сказав він, — ми просто побудуємо ще одну країну з великим, але несправедливо розподіленим матеріальним добробутом, ми нічого не зробимо».
Вудро Вільсон здобув національну репутацію як губернатор Нью-Джерсі, перемігши босів і просунувши прогресивну програму. Певний час Вільсон ідентифікував себе з консерватизмом, але до того часу, як він став губернатором Нью-Джерсі, Вільсон ідентифікував себе як радикал.
Як президент, він запровадив комплексну програму внутрішнього законодавства.  Він мав чотири основні внутрішні пріоритети: збереження природних ресурсів, банківська реформа, зниження тарифів та відкриття доступу до сировини шляхом розбиття західних гірничодобувних трестів. Хоча зовнішня політика несподівано домінувала в його президентстві, перші два роки перебування Вілсона на посаді були в основному зосереджені на реалізації його внутрішньої програми «Нова свобода». Вілсон очолив прийняття своєї прогресивної внутрішньої програми «Нова свобода». Його першим головним пріоритетом було прийняття Закону про доходи 1913 року, який знизив тарифи та запровадив федеральний податок на доходи. Пізніші податкові закони запровадили федеральний податок на спадщину та підвищили максимальну ставку податку на доходи до 77 відсотків. Вілсон також очолив прийняття Закону про Федеральний резерв, який створив центральну банківську систему у формі Федеральної резервної системи. Два важливі закони, Закон про Федеральну торгову комісію та Закон Клейтона про антимонопольне законодавство, були прийняті для регулювання бізнесу та запобігання монополіям. Вілсон не підтримував громадянські права і не заперечував проти прискорення сегрегації федеральних службовців. Під час Першої світової війни він зробив інтернаціоналізм ключовим елементом прогресивного світогляду, що знайшло вираження в його «Чотирнадцяти пунктах» та Лізі Націй — ідеалі, який отримав назву «вілсонізм».
У Нью-Йорку республіканський губернатор Чарльз Еванс Хьюз був відомий тим, що викривав страховий сектор. Під час свого перебування на посаді він просував низку реформ. Як кандидат у президенти в 1916 році він програв, відштовхнувши прогресивних виборців Каліфорнії. Як заступник судді Верховного суду, він часто підтримував Олівера Венделла Холмса у відстоюванні популярних реформ, таких як мінімальна заробітна плата, компенсація робітникам та максимальна тривалість робочого дня для жінок і дітей. Він також написав кілька висновків, в яких підтримував повноваження Конгресу регулювати міжштатну торгівлю відповідно до Торгової клаузули. Його більшість у справі «Балтімор і Огайо Рейлроуд проти Міжштатної торгової комісії» підтримала право федерального уряду регулювати робочий час залізничників.Його більшість у справі «Шрівпорт Рейт Кейс» 1914 року підтримала рішення Міжштатної торгової комісії про скасування дискримінаційних залізничних тарифів, встановлених Залізничною комісією Техасу. Це рішення встановило, що федеральний уряд може регулювати внутрішньодержавну торгівлю, коли вона впливає на міждержавну торгівлю, хоча Хьюз уникнув прямого скасування рішення у справі «Сполучені Штати проти E. C. Knight Co.» 1895 року. Як голова Верховного суду він зайняв помірковану середню позицію і підтримав ключові закони Нового курсу.

### Активісти та Макрейкери (викривачі)
Гіффорд Пінчот був американським лісівником і політичним активістом, який обіймав посаду першого керівника Лісової служби США з 1905 по 1910 рік і був 28-м губернатором Пенсільванії, обіймаючи цю посаду з 1923 по 1927 рік, а потім знову з 1931 по 1935 рік. Більшу частину свого життя він був членом Республіканської партії, хоча на короткий час приєднався до Прогресивної партії. Пінчот відомий реформуванням управління та розвитку лісів у Сполучених Штатах, а також пропагуванням збереження національних резервів шляхом планового використання та відновлення. Пінчот ввів термін «етика збереження», що застосовується до природних ресурсів. Головним внеском Пінчота було його лідерство у просуванні наукового лісового господарства та наголосі на контрольованому, прибутковому використанні лісів та інших природних ресурсів, щоб вони приносили максимальну користь людству. Він був першим, хто продемонстрував практичність і прибутковість управління лісами для безперервного вирощування. Його лідерство поставило збереження лісів на перше місце у списку пріоритетів Америки.
Герберт Кролі був інтелектуальним лідером руху як редактор, політичний філософ і співзасновник журналу «The New Republic». Його політична філософія вплинула на багатьох провідних прогресистів, включаючи Теодора Рузвельта, Адольфа Берла, а також його близьких друзів суддю Лірнеда Хенда і суддю Верховного суду Фелікса Франкфуртера.  У своїй книзі 1909 року «Обіцянка американського життя» Кролі розглядав конституційний лібералізм, який сповідував Олександр Гамільтон, у поєднанні з радикальною демократією Томаса Джефферсона. Книга вплинула на сучасну прогресивну думку, сформувавши ідеї багатьох інтелектуалів і політичних лідерів, включаючи тодішнього екс-президента Теодора Рузвельта. Називаючи себе «новими націоналістами», Кролі та Волтер Вейл прагнули виправити відносно слабкі національні інститути за допомогою сильного федерального уряду. Він пропагував сильну армію та флот і атакував пацифістів, які вважали, що демократія всередині країни та мир за її межами найкраще забезпечуються шляхом збереження слабкості Америки.
Кролі був одним із засновників сучасного лібералізму в США, особливо завдяки своїм книгам, есе та дуже впливовому журналу «Нова республіка», заснованому в 1914 році. У своїй книзі «Прогресивна демократія» 1914 року Кролі відкинув тезу про те, що ліберальна традиція в США була неприхильною до антикапіталістичних альтернатив. Він вивів з американського минулого історію опору капіталістичним відносинам у сфері оплати праці, яка була фундаментально ліберальною, і відновив ідею, яку прогресисти дозволили забути, — що робота за заробітну плату є менш повноцінною формою свободи. Все більше скептично ставлячись до здатності законодавства про соціальне забезпечення виправити соціальні негаразди, Кролі стверджував, що ліберальні обіцянки Америки можуть бути виконані лише за допомогою синдикалістських реформ, що передбачають демократію на робочому місці. Його ліберальні цілі були частиною його відданості американському республіканізму.
Ептон Сінклер був американським письменником. Твори Сінклера були добре відомі і популярні в першій половині 20 століття, а в 1943 році він отримав Пулітцерівську премію за художню літературу. У 1906 році Сінклер здобув визнання завдяки своєму класичному роману «Джунглі», який викривав умови праці та санітарні умови в м'ясопереробній промисловості США, викликавши громадський резонанс, що частково сприяло прийняттю через кілька місяців Закону про чисті продукти харчування та ліки 1906 року та Закону про інспекцію м'яса. У 1919 році він опублікував «Брасс Чек», викривальний твір про американську журналістику, який висвітлював проблему жовтої журналістики та обмеження «вільної преси» в США. Через чотири роки після публікації «Брасс Чек» був створений перший кодекс етики для журналістів.
Іда Тарбелл, письменниця і лекторка, була однією з провідних журналісток-макрейкерів і піонеркою журналістських розслідувань. Тарбелл найвідоміша своєю книгою 1904 року «Історія компанії Standard Oil». Ця робота допомогла налаштувати елітну громадську думку проти монополії Standard Oil.
Лінкольн Стеффенс був ще одним журналістом-розслідувачем і одним з провідних макрейкерів. Він опублікував у журналі «McClure's» серію статей під назвою «Дні Твіда в Сент-Луїсі», які пізніше були зібрані в книгу під назвою «Ганьба міст». Він запам'ятався розслідуванням корупції в муніципальних органах влади американських міст і лівими цінностями.

## Федеральна діяльність
На федеральному рівні прогресисти в Конгресі також вплинули на ряд прогресивних реформ, запровадивши різні реформаторські заходи, що торкнулися таких сфер, як сільське господарство, охорона здоров'я та умови праці. Як зазначив Вільям Аллен Вайт:
На виборах 1910 року Канзас підтримав переважно прогресивних республіканців. Консервативна фракція була рішуче розділена. Те саме сталося в цілому по країні на північ від лінії Мейсона-Діксона. Прогресивні республіканці не мали більшості в жодній з палат Конгресу. Але вони мали рівновагу сил; об'єднання з подібною, але меншою групою прогресивних демократів під керівництвом Браяна дало прогресистам робочу більшість у більшості питань. Вони бачили, як консервативні демократи і консервативні республіканці відкрито, гордо і переможно об'єдналися, щоб врятувати спікера Кеннона від остаточного приниження, коли його прогресивні прихильники позбавили його влади. Тож у законодавчих органах і Конгресі, що зібралися в 1911 році, в американській політиці проявилося дивне нове явище. Партійні лінії руйнувалися. У законодавчих органах і Конгресі з'явилася двопартійна партія. Це була неоголошена третя партія. Але коли нова партія з'явилася на лівому фланзі, консервативні демократи і консервативні республіканці, як правило, об'єднувалися в законодавчих органах на правому фланзі. Здебільшого об'єднання правого крила були в меншості. У Конгресі з більшості питань ліволіберали могли розраховувати на більшість. Вони об'єдналися навколо законопроекту про регулювання залізничного транспорту. Вони об'єдналися для просування конституційної поправки про податок на доходи. Вони об'єдналися для подання іншої поправки, що передбачала прямі вибори сенаторів США, що було справді революційним кроком. Але вони не змогли об'єднатися для ухвалення законопроекту про митні тарифи. Місцеві інтереси в регіональних товарних галузях, таких як бавовна, деревина, мідь, вовна та текстиль, змогли сформувати консервативний альянс, який під керівництвом президента Тафта в Білому домі провів законопроект про мита, що був образою для нації. Але в іншому випадку нова партія реформ, яка виросла за десять років, домінувала в політиці у Вашингтоні та в законодавчих органах штатів на північ від Огайо, від Нової Англії до Каліфорнії. 

## Діяльність на рівні штатів та місцевому рівні
За словами Джеймса Райта, типова прогресивна програма на рівні штатів включала:
Зменшення впливу корпорацій, відкриті процеси уряду та політики, справедливість у оподаткуванні, ефективність у роботі уряду та розширена, хоча й обмежена, відповідальність держави перед громадянами, які є найбільш вразливими та знедоленими.
На Півдні заборона алкоголю була важливим питанням на порядку денному, але викликала суперечки. Ще важливішими питаннями були сегрегація та позбавлення чорношкірих виборців права голосу. У західних штатах успіхом користувалося надання жінкам права голосу, але також переважали расистські антиазіатські настрої. На Сході в кожному штаті існував прогресивний рух, але консервативні сили зазвичай були сильнішими. Як організована сила народного повстання, прогресивний рух був слабким у Новій Англії. Наприклад, «Массачусетс ніколи не підхопив дух змін, який панував у той час, і, як наслідок, виглядав, у кращому разі, лише консервативним». Коли Теодор Рузвельт став губернатором Нью-Йорка в 1898 році, його прогресивізм дратував лідерів партії. Вони поклали край його планам переобрання в 1900 році, включивши його в національний список кандидатів як кандидата в віцепрезиденти Маккінлі. З запізненням прогресивізм з'явився близько 1905 року за губернатора Чарльза Еванса Хьюза.

### Західні штати

#### Орегон
Ліга прямого законодавства Орегону була організацією політичних активістів, заснованою Вільямом С. У'Реном у 1898 році. Орегон був одним з небагатьох штатів, де колишні популісти, такі як У'Рен, стали прогресивними лідерами. У'Рен був натхненний прочитанням впливової книги 1893 року «Пряме законодавство через ініціативу та референдум», а заснування групи відбулося слідом за заснуванням у 1896 році Національної ліги прямого законодавства, яка сама мала свої корені в Лізі прямого законодавства Нью-Джерсі та її недовговічному попереднику, Лізі народної влади.
Група очолила зусилля в Орегоні щодо створення системи ініціатив та референдумів, що дозволяла громадянам штату приймати закони безпосередньо. У 1902 році Законодавча асамблея Орегону затвердила таку систему, яка на той час була відома як «Система Орегону».
Подальші зусилля групи призвели до успішних ініціатив щодо голосування, які впровадили систему прямих праймеріз у 1904 році та дозволили громадянам безпосередньо відкликати державних посадовців у 1908 році.
Демократи, які просували прогресивну політику, включали Джорджа Ерла Чемберлена (губернатор у 1903–1909 роках і сенатор у 1909–1921 роках); Освальда Веста (губернатор у 1911–1915 роках); та Гаррі Лейна (сенатор у 1913–1917 роках). Найважливішим республіканцем був Джонатан Борн-молодший (сенатор у 1907–1913 роках і національний лідер прогресивних рухів у 1911–1912 роках).

#### Каліфорнія
Каліфорнія створила найуспішніший прогресивний рух у країні, мобілізувавши незалежні організації та в значній мірі ігноруючи консервативні партії штату. Ця система залишається сильною і в 21 столітті. Наслідуючи модель Орегону, Джон Рендольф Гейнс організував у 1902 році Лігу прямого законодавства Каліфорнії, щоб розпочати кампанію за включення ініціативи та референдуму до конституції штату. Ліга надіслала анкети потенційним кандидатам до законодавчого органу штату, щоб дізнатися їхню позицію щодо прямого законодавства та оприлюднити ці позиції. Потім вона завалила штат листами з проханням про нових членів, гроші та підтримку від таких організацій, як Державна федерація праці. У міру зростання членства вона співпрацювала з іншими приватними організаціями, щоб подати петицію до законодавчої влади штату, яка не реагувала. У 1902 році Ліга домоглася прийняття поправки до конституції штату, яка встановлювала пряму демократію на місцевому рівні, а в 1904 році вона успішно організувала відкликання першого державного чиновника.

#### Південь
Прогресивізм був найсильнішим у містах, але Південь був сільським регіоном з невеликою кількістю великих міст. Проте прогресивні рухи в масштабах штату були організовані демократами в кожному південному штаті.  Крім того, південні демократи в Конгресі надали потужну підтримку реформам президента Вілсона.

#### Роль афроамериканців
Афроамериканці розробили власну версію прогресивного руху, з двома різними підходами, очолюваними на Півдні Букером Т. Вашингтоном і чорною бізнес-спільнотою, проти В. Е. Б. Дюбуа і NAACP на Півночі.
Південь був основною ціллю північної філантропії, спрямованої на боротьбу з бідністю та хворобами, а також на допомогу чорній громаді. Букер Т. Вашингтон з Національної ліги чорних підприємців мобілізував малі підприємства, що належали чорним, і забезпечив доступ до північної філантропії. По всьому Півдню Генеральна рада з освіти (фінансована родиною Рокфеллерів) надавала великі субсидії чорним школам, які в іншому випадку продовжували б отримувати недостатнє фінансування.  У 1920-х і 1930-х роках Південь став об'єктом уваги Фонду Джуліуса Розенвальда, який виділив місцевим громадам відповідні кошти на будівництво тисяч шкіл для афроамериканців у сільських районах по всьому Півдню. Чорношкірі батьки пожертвували землю та працю, щоб побудувати кращі школи для своїх дітей.

#### Північна Кароліна
Північна Кароліна взяла на себе провідну роль у модернізації Півдня, зокрема в розширенні системи державної освіти та державної університетської системи, а також у вдосконаленні транспортної інфраструктури, що принесло їй прізвисько «Штат хороших доріг». Серед лідерів штату були губернатор Чарльз Б. Ейкок, який очолював як освітню кампанію, так і кампанію за верховенство білої раси; дипломат Волтер Хайнс Пейдж; та педагог Чарльз Дункан МакІвер. Жінки були особливо активними в рамках WCTU, баптистської церкви, закордонних місій, місцевих державних шкіл та в справі заборони алкоголю, завдяки чому Північна Кароліна стала першим південним штатом, який запровадив заборону алкоголю на всій території штату. Прогресисти працювали над обмеженням дитячої праці на текстильних фабриках і підтримували кампанії з охорони здоров'я, спрямовані на викорінення анкілостомозу та інших виснажливих хвороб. Хоча більшість жителів Північної Кароліни продовжували підтримувати традиційні гендерні ролі, а законодавці штату не ратифікували Дев'ятнадцяту поправку до 1971 року, прогресивні реформатори, такі як Гертруда Вейл і доктор Елізабет Делія Діксон Керролл, лобіювали надання жінкам права голосу.
Після масового вбивства у Вілмінгтоні Північна Кароліна запровадила сувору законодавчу сегрегацію та переписала свою конституцію, щоб позбавити чорношкірих чоловіків виборчих прав за допомогою податків на голосування та тестів на грамотність. У чорношкірій громаді Шарлотта Гокінс Браун заснувала Інститут пам'яті Палмера, щоб надати чорношкірим дітям гуманітарну освіту та сприяти досягненню високих результатів і лідерству. Браун співпрацювала з Букером Т. Вашингтоном (у його ролі в Національній лізі чорношкірих підприємців), який надавав ідеї та доступ до північної філантропії.

### Середній Захід
За винятком Вісконсіна, штати Середнього Заходу були приблизно в середньому за рівнем підтримки прогресивних реформ. Огайо взяло на себе лідерство в муніципальній реформі.
Негативні наслідки індустріалізації спровокували політичний рух прогресивізму, який мав на меті усунути негативні наслідки через соціальні реформи та державне регулювання. Джейн Аддамс та Еллен Гейтс Старр стали піонерами у наданні допомоги новоприбулим іммігрантам, заснувавши в 1889 році в Чикаго будинок «Халл Хаус». Соціальні центри надавали соціальні послуги та відігравали активну роль у громадському житті, допомагаючи іммігрантам підготуватися до натуралізації та проводячи кампанії за регулювання та послуги від міської влади. Мери Середнього Заходу, особливо Хейзен С. Пінгрі та Том Л. Джонсон, очолили ранні реформи проти муніципальної політики, що домінувала боси, а Семюел М. Джонс виступав за державну власність на місцеві комунальні послуги. Роберт М. Ла Фоллет, найвідоміший лідер прогресивізму Середнього Заходу, розпочав свою кар'єру, вигравши вибори проти Республіканської партії свого штату в 1900 році. Машина була тимчасово переможена, що дозволило реформаторам запустити «ідею Вісконсіна» про розширення демократії. Ця ідея включала такі важливі реформи, як прямі праймеріз, фінансування виборчих кампаній, державна служба, закони проти лобіювання, державні податки на доходи та спадщину, обмеження дитячої праці, чисті продукти харчування та закони про компенсацію працівникам. Ла Фоллетт просував державне регулювання залізниць, комунальних підприємств, заводів і банків. Хоча Ла Фоллетт втратив вплив у національній партії в 1912 році, реформи Вісконсіна стали зразком для національного прогресивізму.

#### Вісконсин
З 1900 до кінця 1930-х років Вісконсин був регіональною та національною моделлю інновацій та організації в прогресивному русі. Прямі праймеріз дали можливість мобілізувати виборців проти політичних машин, які раніше домінували. Перші фактори стосувалися сім'ї Ла Фоллетта, яка то намагалася контролювати Республіканську партію, то, якщо це не вдавалося, пробувала діяльність у складі третьої партії, особливо в 1924 році та в 1930-х роках. По-друге, ідея Вісконсина, згідно з якою інтелектуали та планувальники з Університету Вісконсина формували державну політику. ЛаФоллетт починав як традиційний республіканець у 1890-х роках, де він боровся проти популізму та інших радикальних рухів. Він рішуче порвав із керівництвом республіканців штату і до 1900 року взяв під свій контроль партію, весь час безперервно сварячись із колишніми союзниками.
Демократи були незначним консервативним фактором у Вісконсині. Соціалісти, які мали сильну німецьку та профспілкову базу в Мілуокі, приєдналися до прогресистів у політиці штату. Сенатор Роберт М. Лафоллет спробував використати свою національну репутацію, щоб кинути виклик президенту Тафту за номінацію від Республіканської партії в 1912 році. Однак, як тільки Рузвельт оголосив про свою кандидатуру, більшість прихильників ЛаФоллета перейшли на його бік. Ла Фоллет підтримував багато внутрішніх програм Вільсона в Конгресі. Однак він рішуче виступав проти зовнішньої політики Вільсона і мобілізував великі німецькі та скандинавські елементи, які вимагали нейтралітету в Першій світовій війні. Врешті-решт він провів незалежну кампанію на президентських виборах 1924 року, яка сподобалася німецьким американцям, профспілкам, соціалістам і більш радикальним реформаторам. Він отримав 1/6 голосів виборців по всій країні, але переміг лише у своєму рідному штаті. Після його смерті в 1925 році його двоє синів очолили партію. Вони обіймали посади губернатора і сенатора і створили третю партію в штаті. Третя партія розпалася в 1930-х роках і повністю зникла до 1946 року.
«Ідея Вісконсіна» була зобов'язанням Університету Вісконсіна під керівництвом президента Чарльза Р. Ван Хайза, за підтримки ЛаФоллетта, використовувати потужні інтелектуальні ресурси університету для розробки практичних прогресивних реформ для штату і, власне, для нації.
У період з 1901 по 1911 рік прогресивні республіканці у Вісконсині створили першу в країні комплексну систему первинних виборів на рівні штату, перший ефективний закон про компенсацію за травми на робочому місці та перший державний податок на доходи, що зробив оподаткування пропорційним до фактичних доходів. Ключовими лідерами були Роберт М. Ла Фоллетт і (у 1910 році) губернатор Френсіс Е. Макговерн. Однак у 1912 році Макговерн підтримав Рузвельта на посаді президента, що обурило Ла Фоллетта. Він подбав про те, щоб наступний законодавчий орган відхилив програми губернатора, а Макговерн зазнав поразки у виборах до Сенату в 1914 році. Прогресивний рух розколовся на ворожі фракції. Деякі з них були засновані на особистих якостях, особливо на стилі Ла Фоллетта, який застосовував жорсткі особисті нападки на інших прогресистів, а деякі — на тому, хто повинен платити, з поділом між фермерами (які платили податок на майно) і міським населенням (яке платило податок на доходи). Ця розбрат дозволив консерваторам (званим «сталвартами») обрати Емануеля Філіпа губернатором у 1914 році. Контратака сталвартів полягала в тому, що прогресисти були занадто гордовиті, занадто залежні від експертів, занадто прагнули регулювати і були занадто дорогими. Економія і скорочення бюджету були їхньою формулою.
Прогресивна «Ідея Вісконсіна» пропагувала використання викладачів Університету Вісконсіна як інтелектуальних ресурсів для уряду штату і як керівників для місцевого самоврядування. Вона сприяла розширенню університету через систему UW-Extension, щоб охопити всі сільськогосподарські громади штату. Професори економіки університету Джон Р. Коммонс і Гарольд Гроувс дозволили Вісконсину створити першу програму компенсації безробіття в США в 1932 році. Інші вчені «Ідеї Вісконсина» в університеті розробили план, який став Законом про соціальне забезпечення Нового курсу 1935 року, в якому ключову роль відіграв експерт з Вісконсина Артур Дж. Альтмейер зіграв ключову роль. Сталварті контратакували, стверджуючи, що якщо університет стане частиною штату, то його внутрішні справи стануть предметом справедливої гри, особливо перевага викладачів до передових досліджень над викладанням для студентів. Сталварті контролювали регентів, і їх втручання в академічну свободу обурило викладачів. Історик Фредерік Джексон Тернер, найвідоміший професор, звільнився і перейшов до Гарварду.

#### Іллінойс
Чикаго був осередком реформ, очолюваних колом Халл-Хаус. Філософ Джон Дьюї та Елла Флагг Янг з Лабораторної школи Чиказького університету вплинули на філософію та практику освіти в усій країні. Співпраця між Дьюї та мешканцями Халл-Хаус сформувала прогресивні реформи освіти, які були прийняті в інших частинах країни.
Флоренс Келлі працювала в «Халл-Хаусі» з 1891 по 1899 рік і в 1893 році була призначена першим головним інспектором фабрик Іллінойсу. Вона використовувала цю посаду, щоб викривати жорстокі умови праці, особливо для дітей, і успішно лобіювала створення федерального Бюро статистики праці.
Айда Б. Веллс-Барнетт переїхала до Чикаго в 1895 році і стала провідною журналісткою з питань громадянських прав та активісткою проти лінчування. Вона заснувала Клуб негритянських жінок Іллінойсу та Клуб Альфа за виборчі права Чикаго, працювала інспектором з пробації та допомогла створити Національну асоціацію сприяння розвитку кольорового населення (NAACP) в 1910 році.

#### Джейн Аддамс
Джейн Аддамс була американською активісткою, реформаторкою, соціальною працівницею, соціологинею, державною адміністраторкою та авторкою. Вона була видатним діячем в історії соціальної роботи та жіночого виборчого права в США та прихильницею світового миру. Вона була співзасновницею Hull House в Чикаго, одного з найвідоміших будинків для бездомних в Америці. У 1920 році вона була співзасновницею Американського союзу громадянських свобод (ACLU).  У 1931 році вона стала першою американкою, яка отримала Нобелівську премію миру, і визнана засновницею професії соціального працівника в США.  Моріс Гамінгтон вважав її радикальною прагматичкою і першою жінкою-«публічною філософинею» в США. У 1930-х роках вона була найвідомішою жінкою-публічною діячкою в США.

#### Канзас
Серед лідерів реформ у штаті були редактор Вільям Аллен Вайт, який мав національну аудиторію, та губернатор Волтер Р. Стаббс. Згідно з дослідженням Джина Клантона про Канзас, популізм і прогресивізм мають кілька схожих рис, але різні основи підтримки. Обидва рухи виступали проти корупції та трестів. Популізм з'явився раніше і виник у фермерській спільноті. Він був радикально егалітарним і виступав на захист знедолених верств населення. У містах він був слабким, за винятком профспілок. Прогресивізм, з іншого боку, був пізнішим рухом. Він виник після 1890-х років з міських ділових та професійних спільнот. Більшість його активістів виступали проти популізму. Він був елітарним і наголошував на освіті та досвіді. Його цілями було підвищення ефективності, зменшення марнотратства та розширення можливостей для соціального просування. Однак деякі колишні популісти після 1900 року змінили свої пріоритети і підтримали прогресивні реформи.

#### Огайо
Огайо вирізнявся муніципальною реформою в великих містах, особливо в Толедо, Клівленді, Колумбусі та Дейтоні. Середній клас мешкав у зелених районах міста і добирався на роботу в офіси в центрі міста на тролейбусі. Робітничий клас економив гроші, ходячи пішки на роботу на фабрики; муніципальні реформатори апелювали до голосів середнього класу, критикуючи високі тарифи та посередню якість послуг приватних транспортних компаній. Вони часто пропонували перевести транспортні лінії у власність міста, але власники будинків не хотіли економити копійки на тарифах, платячи більше доларів за податки на нерухомість.
Дейтон, штат Огайо, перебував під реформаторським керівництвом Джона Паттерсона, енергійного виконавчого директора компанії National Cash Register. Він звертався до бізнесменів з проповіддю ефективності в муніципальних справах, якими керували незалежні експерти, такі як він сам. Він хотів, щоб місто управлялося міським менеджером, який би залучав зовнішніх експертів для підвищення ефективності, а обрані чиновники мали б мало прямої влади і хабарництво не було б поширеним явищем. Коли міська рада відхилила його пропозиції, він пригрозив перенести заводи National Cash Register в інше місто, і вони погодилися. Велика повінь у Дейтоні в 1913 році забрала життя 400 людей і завдала збитків на 100 мільйонів доларів. Паттерсон взяв на себе керівництво роботами з ліквідації наслідків і особисто продемонстрував, якими мають бути бізнес-лідери, яких він пропонував. Дейтон прийняв його політику; до 1920 року 177 американських міст пішли його прикладом і прийняли уряди міських менеджерів.

#### Айова
Айова мала неоднозначні результати. Дух прогресивізму з'явився в 1890-х роках, досяг піку в 1900-х роках і занепав після 1917 року.  Під керівництвом губернатора (1902–1908) і сенатора (1908–1926) Альберта Берда Каммінса «Ідея Айови» відіграла важливу роль у реформах на рівні штату та країни. Як провідний республіканець, Каммінс боровся за розпад монополій. Серед його успіхів в Айові — запровадження прямих праймеріз, що дозволило виборцям обирати кандидатів замість босів; заборона безкоштовних залізничних проїзних для політиків; введення максимальної вартості проїзду залізницею в розмірі двох центів за милю; введення законів про чистоту харчових продуктів і ліків; скасування корпоративних внесків на передвиборчу кампанію. Він намагався, але без успіху, знизити високий захисний тариф у Вашингтоні.
Жінки включили питання про надання жінкам права голосу до порядку денного штату. Цю ініціативу очолили місцеві відділення Жіночого християнського союзу тверезості, головна мета якого полягала у введенні сухого закону. Відповідно до загального настрою на реформи наприкінці 1860-х і 1870-х роках, це питання вперше було серйозно розглянуто, коли обидві палати Генеральної асамблеї у 1870 році прийняли поправку до конституції штату про надання жінкам права голосу. Однак через два роки, коли законодавчий орган мав знову розглянути поправку перед тим, як вона могла бути подана на загальне голосування, вона була відхилена через зниження інтересу та сильну опозицію, що виникла, особливо в німецько-американській громаді, яка побоювалася, що жінки запровадять заборону. Врешті-решт, у 1920 році Айова отримала право голосу для жінок разом з рештою країни завдяки 19-й поправці до федеральної Конституції.

## Ключові ідеї та проблеми

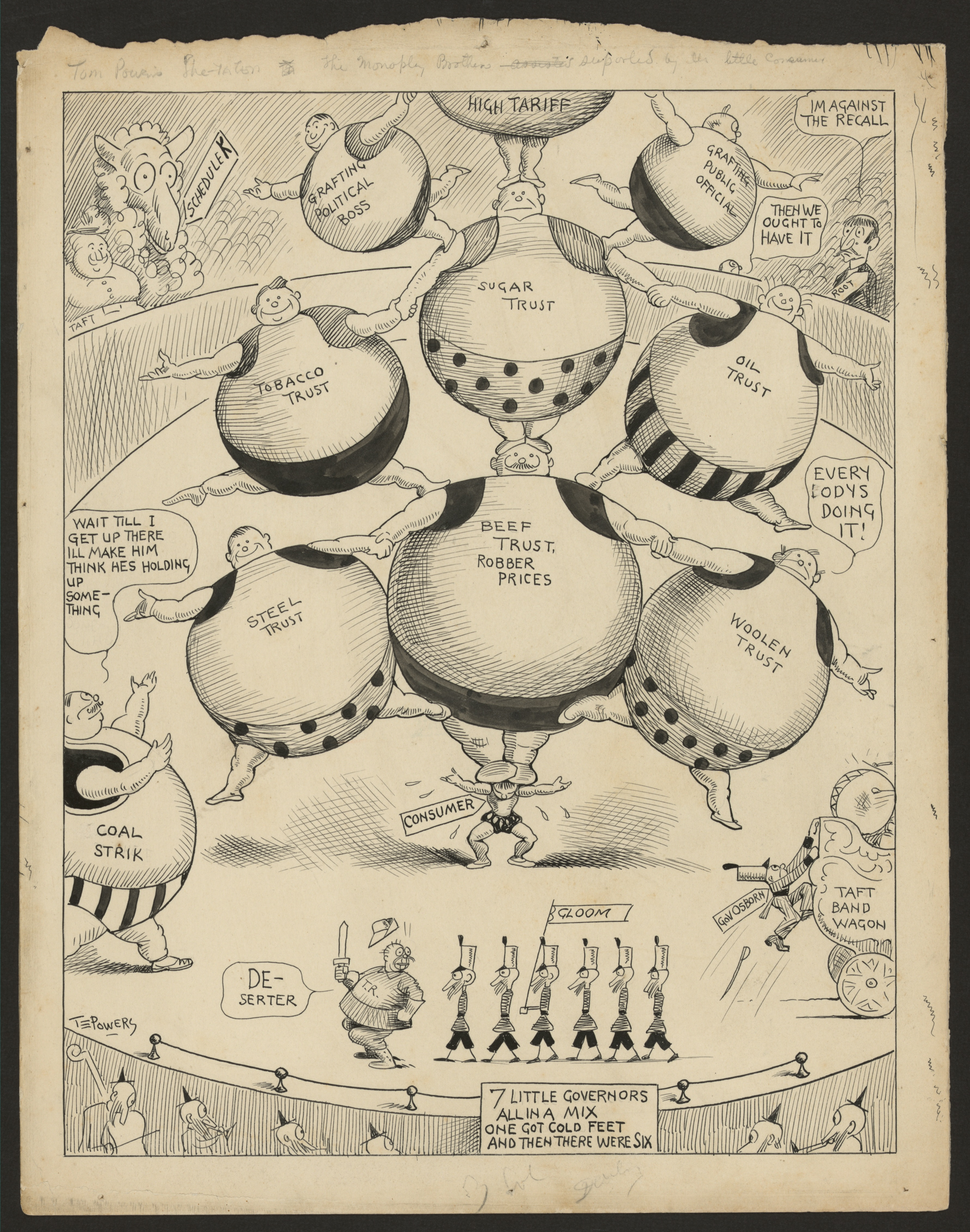
Брати-монополії — політично впливові трести створили високі ціни, які сплачував нещасний маленький споживач, 1912 рік; Томас Пауерс

За словами історика Ненсі Коен:
Під час Прогресивної ери... мінімальний стан попереднього лібералізму був відкинутий на користь такого, що мав повноваження втручатися в ринок і сприяти соціальному добробуту. Новий лібералізм прогресистів, як вважають більшість істориків, був фундаментально реформістським; він прагнув використовувати державну владу для регулювання капіталістичної економіки та поліпшення умов життя і «безпеки» громадян, не скасовуючи приватну власність і не революціонізуючи ліберально-демократичні політичні інститути.

### Антимонопольне законодавство
Компанія Standard Oil, яка мала майже монопольне право на переробку нафти, була широко ненависна. Багато газет передруковували нападки з провідної демократичної газети The New York World, яка зробила цей трест особливою мішенню. Були зроблені юридичні спроби обмежити нафтову монополію на Середньому Заході та Півдні. Теннессі, Іллінойс, Кентуккі та Канзас взяли на себе ініціативу в 1904–1905 роках, за ними пішли Арканзас, Айова, Меріленд, Міннесота, Міссісіпі, Небраска, Огайо, Оклахома, Техас і Західна Вірджинія. Результати були неоднозначними. Федеральні заходи нарешті перемогли в 1911 році, розділивши Standard Oil на 33 компанії. Ці 33 компанії рідко конкурували між собою. Федеральне рішення разом із Законом Клейтона про антимонопольне законодавство 1914 року та створенням того ж року Федеральної торгової комісії значною мірою зменшило антимонопольну риторику серед прогресистів.  Нова система після 1914 року мала незначний або взагалі не мала впливу на напрямок і масштаби злиття компаній.

### Праймеріз
До 1890 року таємне голосування було широко прийняте штатами для виборів, що не викликало суперечок і призвело до ліквідації купівлі голосів, оскільки покупець не міг визначити, як голосував виборець. Незважаючи на цю зміну, кандидати все ще обиралися на партійних з'їздах. У 1890-х роках на Півдні спостерігалося зменшення ймовірності перемоги республіканців, популістів або коаліцій на більшості виборів, а Демократична партія отримала повний контроль над усіма виборами в штатах Півдня. Щоб запобігти розколу в Демократичній партії, південні штати почали проводити первинні вибори. Однак кандидатам, які брали участь у первинних виборах і програли, заборонялося балотуватися як незалежним кандидатам на осінніх виборах. Луїзіана була першим штатом, який запровадив праймеріз у 1892 році, а до 1907 року одинадцять південних і прикордонних штатів запровадили праймеріз у всьому штаті.
На півночі Роберт Лафоллет запровадив праймеріз у Вісконсині в 1904 році. Більшість північних штатів пішли за його прикладом, а реформатори проголосили демократію на низовому рівні. Лідери партій і боси також хотіли прямих праймеріз, щоб мінімізувати ризик того, що невдахи будуть балотуватися як незалежні кандидати.
Коли кандидатів на посади обирали партійні збори (відкриті для громадськості засідання) або загальнодержавні партійні з'їзди обраних делегатів, громадськість втрачала важливу можливість впливати на формування політики. Прогресивним рішенням стали «відкриті» праймеріз, в яких міг брати участь будь-який громадянин, або «закриті» праймеріз, обмежені членами партії. На початку 20 століття більшість штатів прийняли цю систему для місцевих і штатних виборів, але тільки 14 штатів використовували її для делегатів на національних з'їздах з висунення кандидатів у президенти. Найбільші битви відбулися в штаті Нью-Йорк, де консерватори протягом багатьох років вели запеклу боротьбу проти кількох губернаторів, поки в 1913 році нарешті не були прийняті праймеріз.

### Реформа уряду
Стурбовані марнотратством, неефективністю, впертістю, корупцією та несправедливістю «золотої доби», прогресисти були віддані змінам і реформам у всіх сферах держави, суспільства та економіки. Серед значних змін, прийнятих на національному рівні, були введення податку на доходи згідно з шістнадцятою поправкою, прямі вибори сенаторів згідно з сімнадцятою поправкою, заборона алкоголю згідно з вісімнадцятою поправкою, виборчі реформи для припинення корупції та шахрайства, а також надання жінкам права голосу згідно з дев'ятнадцятою поправкою до Конституції США.
Головною метою руху Прогресивної ери було викорінення корупції в уряді. Вони також зосередилися на сім'ї, освіті та багатьох інших важливих аспектах, які досі залишаються актуальними. Найважливішими політичними лідерами того часу були Теодор Рузвельт і Роберт М. Ла Фоллетт. Ключовими лідерами Демократичної партії були Вільям Дженнінгс Брайан, Вудро Вільсон і Ел Сміт.
Цей рух був спрямований проти регулювання великих монополій і корпорацій. Це було зроблено за допомогою антимонопольного законодавства, щоб сприяти рівній конкуренції між усіма підприємствами. Це було зроблено за допомогою Закону Шермана 1890 року, Закону Клейтона 1914 року та Закону про Федеральну торгову комісію 1914 року.

### Міський менеджер
На місцевому рівні прогресисти розробили нову систему міських менеджерів, щоб підвищити ефективність, зменшити партійність та уникнути хабарництва серед обраних місцевих чиновників. Канзас був лідером, де ця система просувалася в пресі під керівництвом Генрі Дж. Аллена з Wichita Beacon і була впроваджена губернатором Артуром Каппером. Зрештою, 52 міста Канзасу використовували цю систему.

### Сімейні ролі

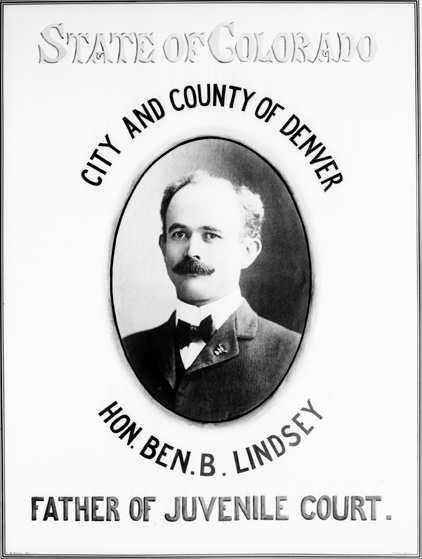
Суддя з Колорадо Бен Ліндсі, піонер у створенні систем судів у справах неповнолітніх

До кінця 19 століття міські та сільські органи влади мали системи соціального забезпечення для бідних та непрацездатних. Прогресисти стверджували, що ці потреби заслуговують на вищий пріоритет. Місцеві програми державної допомоги були реформовані, щоб спробувати зберегти сім'ї. Натхненні боротьбою судді Бена Лінді з Денвера, міста створили ювенальні суди, щоб розбиратися з підлітками, які порушують громадський порядок, не відправляючи їх до в'язниць для дорослих.

### Чисті продукти харчування, ліки та вода
Чистота продуктів харчування, молока та питної води стала пріоритетом у містах. На державному та національному рівнях нові закони про продукти харчування та ліки посилили зусилля міст щодо гарантування безпеки харчової системи. Федеральний закон про чисті продукти харчування та ліки 1906 року, який був просунутий фармацевтичними компаніями та постачальниками медичних послуг, вилучив з ринку патентовані ліки, які ніколи не проходили наукових випробувань.
Зі скороченням стандартного робочого часу міські сім'ї отримали більше вільного часу. Багато хто проводив цей вільний час у кінотеатрах. Прогресисти виступали за цензуру кінофільмів, оскільки вважалося, що глядачі (особливо діти), які дивляться фільми в темних, брудних, потенційно небезпечних кінотеатрах, можуть зазнати негативного впливу, спостерігаючи за акторами, які зображують злочини, насильство та сексуально відверті ситуації. Прогресисти по всій країні вплинули на муніципальні уряди великих міст, щоб побудувати численні парки, де, як вважалося, діти та сім'ї могли проводити вільний час у здоровому, благотворному середовищі, тим самим сприяючи вихованню доброї моралі та громадянськості.

### Громадське здоров'я

#### Рух за соціальну гігієну
Рух за соціальну гігієну об'єднав різні групи, які займалися питаннями венеричних захворювань, проституції, моральних стандартів суспільства та сімейного життя. Основною метою було поліпшення громадського здоров'я та сприяння соціальній моралі, зокрема в питаннях, що стосуються сексуальності та репродуктивного здоров'я. Рух був спрямований проти проституції або «білого рабства» і мав на меті її ліквідацію шляхом криміналізації та застосування більш суворих покарань для осіб, причетних до секс-бізнесу. Коли США вступили у війну, одним із пріоритетних завдань було покінчити з проституцією поблизу військових об'єктів. Результатом стало остаточне закриття районів червоних ліхтарів у великих містах.
Окрім охорони здоров'я, рух соціальної гігієни також мав на меті підтримку моральної чистоти та сімейних цінностей. Жіночий християнський союз тверезості (WCTU) та Християнська асоціація молодих чоловіків (YMCA) були серед провідних груп, які заохочували утримання від сексу та засуджували дошлюбні статеві стосунки. Вони також виступали за більш сувору цензуру літератури та розваг, які вважалися морально неприйнятними. Хоча рух соціальної гігієни досяг значного успіху в просуванні громадського здоров'я та моралі, його підхід до криміналізації проституції та пропаганди стриманості не вирішив основних причин цих проблем, таких як бідність, економічна нерівність та гендерна нерівність. Більше того, його суворі моральні стандарти часто маргіналізували такі групи, як іммігранти та афроамериканці. Тим не менш, рух щиро прагнув просувати громадське здоров'я та соціальну мораль і створити більш стабільне та впорядковане суспільство.

## Соціальне забезпечення
Протягом Прогресивної ери також було розширено різні соціальні послуги. У більшості міст було розроблено кодекси щодо молока, а також створено молочні склади. Як зазначається в одному дослідженні, ці склади «продавали молоко за собівартістю або надавали його безкоштовно нужденним особам». Було досягнуто прогресу в боротьбі зі скупченням бідноти в нетрях, а міські влади створили широкий спектр послуг. До них належали безкоштовне харчування для бідних школярів, безкоштовні стоматологічні та медичні огляди для школярів, дитячі садки, дитячі клініки та громадські ігрові майданчики.  У різних штатах також було запроваджено пенсії для матерів, призначені для допомоги нужденним вдовам.
У 1894 і 1895 роках мер Детройта Хейзен С. Пінгрі створив так званий план «Картопляне поле», який мав на меті допомогти безробітним у ті роки. Він передбачав використання вільних ділянок у передмістях, на яких, як зазначається в одному дослідженні, «бідні сім'ї під наглядом комітету садили та вирощували картоплю та городні культури, а кошти збиралися за допомогою підписки та використання землі, дозволеного її власниками». Багато інших міст перейняли план Детройта.

## Трудова політика та профспілки

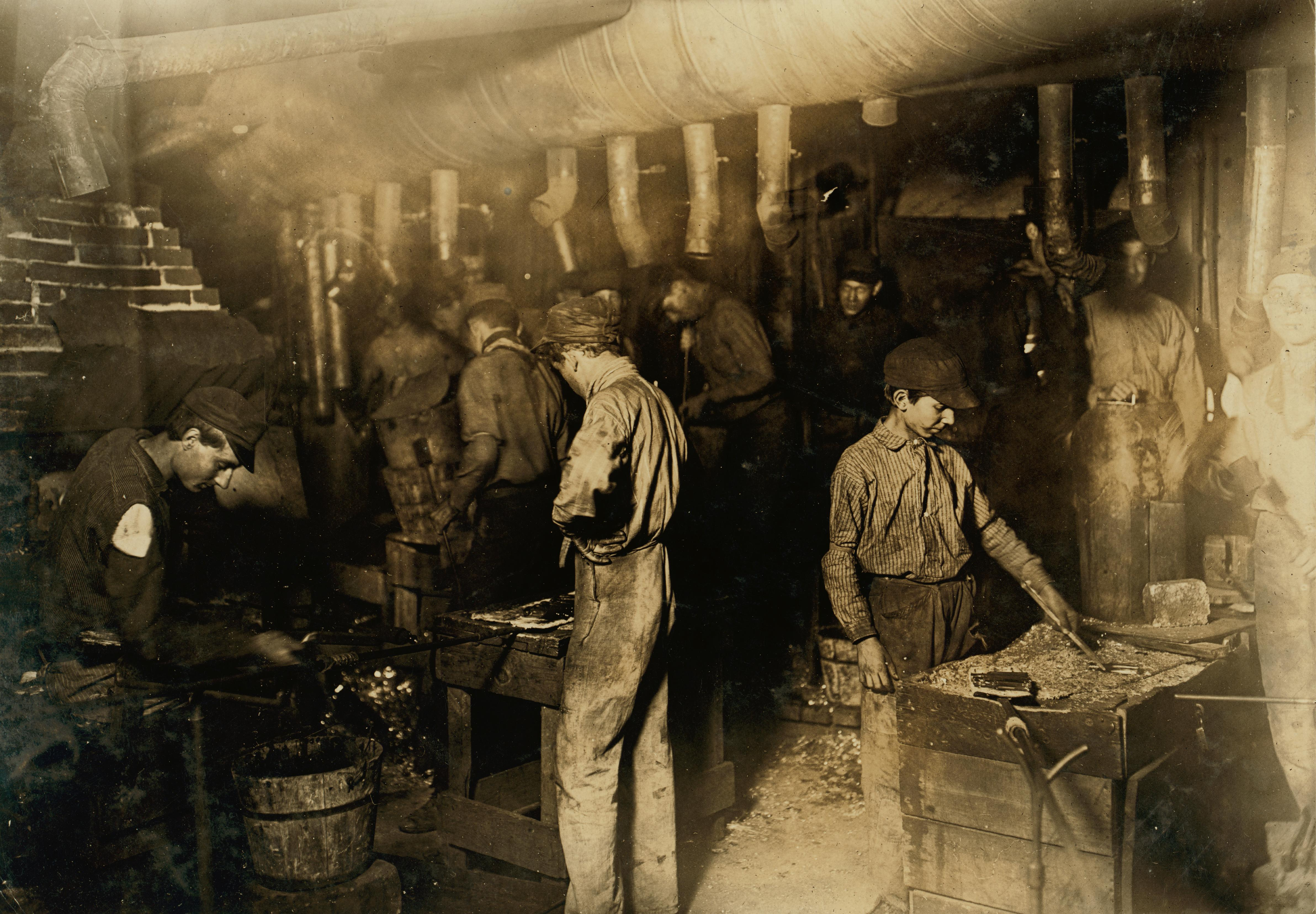
Скляний завод в Індіані, з фотографії Льюїса Хайна 1908 року

З 1915 по 2015 рік у становищі американських робітників відбулося багато кардинальних змін.
Профспілки, особливо ті, що входили до Американської федерації праці (AFL), на початку 20 століття швидко зростали і мали прогресивну програму. Після експериментів на початку 20 століття зі співпрацею з бізнесом у Національній громадянській федерації, після 1906 року AFL перейшла до політичного союзу з Демократичною партією. Цей союз був особливо важливим у великих промислових містах. Профспілки хотіли обмежити повноваження суддів, які втручалися в трудові спори, зазвичай на боці роботодавця. Вони нарешті досягли цієї мети завдяки Закону Норріса-Ла Гардіа 1932 року.
Президент Тафт підписав 4 березня 1913 року (в останній день свого президентства) закон, яким було створено Міністерство праці як відомство на рівні Кабінету міністрів, яке замінило попереднє Міністерство торгівлі та праці. 5 березня 1913 року президент Вілсон призначив Вільяма Б. Вілсона першим міністром праці. У жовтні 1919 року міністр Вілсон головував на першому засіданні Міжнародної організації праці, хоча США ще не були її членом.
У вересні 1916 року Закон про компенсацію федеральним службовцям запровадив виплати працівникам, які отримали травми або захворіли на робочому місці. Закон створив агентство, відповідальне за компенсації федеральним працівникам, яке в 1940-х роках було передано Міністерству праці і стало відомим як Управління програм компенсацій працівникам.
Протягом Прогресивної ери було прийнято кілька інших законів, спрямованих на допомогу працюючим людям. 

## Жінки

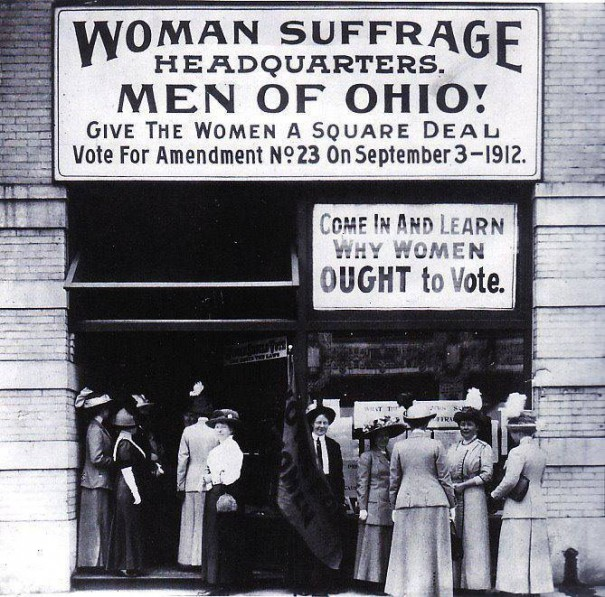
У 1912 році штаб-квартира руху за виборче право жінок звернулася до чоловіків у Клівленді, штат Огайо.

По всій країні жінки середнього класу об'єднувалися заради соціальних реформ під час Прогресивної ери. Використовуючи мову муніципального господарювання, жінки змогли просунути такі реформи, як заборона алкоголю, виборчі права жінок, захист дітей та охорона здоров'я.

Жінки середнього класу утворили місцеві клуби, які після 1890 року координувалися Генеральною федерацією жіночих клубів (GFWC). Історик Пейдж Мельцер розглядає GFWC в контексті Прогресивного руху, стверджуючи, що її політика:
базувалася на стратегіях муніципального господарювання Прогресивної епохи. Під час Прогресивної епохи активістки використовували традиційні уявлення про жіночність, які розглядали всіх жінок як матерів і домогосподарок, щоб виправдати своє втручання в справи громади: як «муніципальні домогосподарки» вони мали навести лад у політиці, містах та дбати про здоров'я і добробут своїх сусідів. Одягнувши мантію материнства, жінки-активістки методично досліджували потреби своєї громади і використовували свій «материнський» досвід, щоб лобіювати, створювати і забезпечувати собі місце в новій державній бюрократії соціального забезпечення, що, мабуть, найкраще ілюструє лідерство членкині клубу Джулії Латроп у Бюро з питань дітей. В рамках цієї традиції материнського активізму Генеральна федерація прогресивної епохи підтримувала цілий ряд ініціатив, від контролю за якістю продуктів харчування та ліків до охорони здоров'я матерів і дітей, заборони дитячої праці, кожна з яких розраховувала на допомогу держави у реалізації своєї концепції соціальної справедливості . 
Деякі активісти вимагали змін і ставили під сумнів старі уявлення про шлюб і сексуальність. Вони прагнули більшої сексуальної свободи після сексуально репресивної та обмежувальної вікторіанської епохи. Побачення стали новим способом залицяння в епоху прогресизму і спонукали молодь до більш романтичного погляду на шлюб і стосунки. У рамках більшої кількості заручин і шлюбів обидві сторони обмінювалися любовними листами як способом вираження своїх сексуальних почуттів. Розрив між агресивною пристрасною любов'ю, яка зазвичай асоціюється з чоловіками, і більш духовною романтичною любов'ю жінок став очевидним у середньому класі, оскільки жінок судили за тим, як вони повинні бути поважані, виходячи з того, як вони висловлювали ці почуття. Тому жінки часто висловлювали безпристрасні емоції щодо кохання, щоб закріпити свій статус серед чоловіків середнього класу.

### Жіноче виборче право
Національна американська асоціація за виборче право жінок (NAWSA) була американською організацією за права жінок, утвореною в травні 1890 року в результаті об'єднання Національної асоціації за виборче право жінок (NWSA) та Американської асоціації за виборче право жінок (AWSA). NAWSA створила сотні менших місцевих і державних груп з метою прийняття законодавства про право голосу жінок на державному та місцевому рівнях. NAWSA була найбільшою і найважливішою організацією з питань виборчого права в США і була головним промоутером права жінок на голос. Керрі Чепмен Катт була ключовим лідером на початку 20 століття. Як і AWSA та NWSA до неї, NAWSA домагалася внесення поправки до конституції, що гарантувала б жінкам право голосу, і відіграла важливу роль у ратифікації Дев'ятнадцятої поправки до Конституції Сполучених Штатів у 1920 році. Відокремлена група, Національна жіноча партія, яка перебувала під жорстким контролем Аліси Пол, використовувала громадянську непокору, щоб привернути увагу громадськості та змусити прийняти закон про виборчі права. Члени партії Пол прикували себе ланцюгами до огорожі Білого дому, щоб їх заарештували, а потім оголосили голодування, щоб привернути увагу громадськості. У той час як британські суфражистки припинили свої протести в 1914 році і підтримали британські військові зусилля, Пол розпочала свою кампанію в 1917 році і була широко розкритикована за ігнорування війни та залучення радикальних антивоєнних елементів.
Менш відомим феміністичним рухом у прогресивну епоху був рух самооборони. За словами Венді Раус, феміністки прагнули підвищити обізнаність про сексуальні домагання та насильство, з якими стикалися жінки на вулиці, на роботі та вдома. Вони хотіли надихнути почуття фізичної та особистої сили через навчання активній самообороні.

## Громадянські права

### Афроамериканці та расові відносини
По всьому Півдню чорношкірі громади розробляли власні прогресивні реформаторські проекти. Типові проекти передбачали модернізацію шкіл, оновлення діяльності церков, розширення можливостей для бізнесу, боротьбу за більшу частку в державному бюджеті та участь у судових процесах для забезпечення рівних прав. Реформаторські проекти були особливо помітними в сільських районах, де проживала переважна більшість чорношкірих жителів Півдня.
Сільські чорношкірі сильно страждали від екологічних проблем, у зв'язку з чим вони розвинули власні традиції та пріоритети. Джордж Вашингтон Карвер (1860–1943) був лідером у просуванні екологічного руху і був добре відомий своїми дослідницькими проектами, особливо тими, що стосувалися сільського господарства.
Хоча були деякі досягнення, що поліпшили умови для афроамериканців та інших небілих меншин, Прогресивна ера все ще перебувала в найгіршому стані американських расових відносин. Хоча білі прогресисти в принципі вірили в поліпшення умов для меншин, існували великі розбіжності в тому, як цього досягти. Деякі, такі як Ліліан Волд, боролися за полегшення долі бідних афроамериканців. Однак багато хто був зацікавлений у посиленні, а не викоріненні расової сегрегації. Зокрема, змішання чорношкірих і білих любителів розваг у клубах «black-and-tan» турбувало прогресивних реформаторів. Прогресивна ідеологія, яку сповідували багато хто в ту епоху, намагалася виправити соціальні проблеми, створені расовою інтеграцією після Громадянської війни, шляхом сегрегації рас і надання кожній групі можливості реалізувати свій потенціал; більшість прогресистів розглядали расову інтеграцію як проблему, яку потрібно вирішити, а не як мету, яку потрібно досягти. У той час як білі прогресисти прагнули допомогти білій робітничій класі, о чистити політику та поліпшити міста, країна запровадила систему расової сегрегації, відому як Джим Кроу.
Історик права Герберт Ховенкап стверджує, що хоча багато ранніх прогресистів успадкували расизм Джима Кроу, коли вони почали впроваджувати свої власні ідеї, вони прийняли біхевіоризм, культурний релятивізм і маргіналізм, які наголошують на впливі середовища на людей, а не на біологічній спадковості. Він стверджує, що в кінцевому підсумку прогресисти «були відповідальні за припинення наукового расизму».

## Ключові зусилля з політичної реформи

### Демократія
Багато прогресистів прагнули надати громадянам можливість більш прямого управління та обійти машини, босів і професійних політиків. Інститут ініціативи та референдумів дав можливість приймати закони без участі законодавчої влади, а відкликання дозволило усунути корумпованих або неефективних чиновників, а прямі первинні вибори дали людям можливість демократично висувати кандидатів, уникаючи професійно домінованих з'їздів. Завдяки зусиллям представника штату Орегон Вільяма С. У'рена та його Ліги прямого законодавства, виборці в Орегоні в 1902 році переважною більшістю голосів схвалили законопроект, який створив процеси ініціативи та референдуму для громадян, щоб безпосередньо вносити або затверджувати запропоновані закони або поправки до конституції штату, що зробило Орегон першим штатом, який прийняв таку систему. У'Рен також допоміг у прийнятті поправки в 1908 році, яка надала виборцям право відкликати обраних чиновників, і продовжив роботу над встановленням на рівні штату загальних виборів сенаторів США та перших президентських праймеріз у Сполучених Штатах. У 1911 році губернатор Каліфорнії Хайрам Джонсон запровадив у своєму штаті систему Орегону «Ініціатива, референдум і відкликання», вважаючи їх позитивним фактором для участі громадян у протидії історичному впливу великих корпорацій на законодавців штату. Ці прогресивні реформи незабаром були повторені в інших штатах, включаючи Айдахо, Вашингтон і Вісконсин, і сьогодні приблизно половина штатів США мають у своїх конституціях положення про ініціативу, референдум і відкликання.
Сімнадцята поправка була ратифікована в 1913 році і вимагала, щоб всі сенатори обиралися народом (раніше вони призначалися законодавчими органами штатів). Головною мотивацією було зменшення влади політичних босів, які контролювали місця в Сенаті завдяки своєму контролю над  законодавчими органами штатів. За словами політолога Генрі Джонса Форда, в результаті Сенат Сполучених Штатів став «парламентом партійних босів, які без докорів сумління та обмежень використовували свою владу в інтересах тих, хто їх призначив на посади».
Реформатори також прагнули раціоналізувати уряд шляхом запровадження короткого бюлетеня. Зменшивши кількість виборних посадових осіб і консолідувавши їхню владу в окремих посадових особах, таких як губернатор, вони сподівалися підвищити підзвітність і прозорість уряду. Вудро Вільсон у свій час був президентом Національної організації короткого бюлетеня.

#### Прямі праймеріз
Прямі праймеріз стали важливими на рівні штатів, починаючи з 1890-х років, і на місцевому рівні в 1900-х роках. Однак до 1972 року висунення кандидатів у президенти залежало головним чином від з'їздів партій штатів.
Перші праймеріз відбулися в Демократичній партії на Півдні, починаючи з Луїзіани в 1892 році. До 1897 року в 11 південних і прикордонних штатах Демократична партія проводила первинні вибори для відбору кандидатів. На відміну від остаточних виборів, які проводяться урядовими чиновниками, первинні вибори проводяться партійними чиновниками, що полегшує дискримінацію чорношкірих виборців в епоху Джима Кроу. Верховний суд США визнав білі первинні вибори неконституційними у справі Сміт проти Алрайта в 1944 році.
Повсталі республіканці Середнього Заходу почали просувати праймеріз, починаючи з 1890 року, разом з Робертом М. Ла Фоллеттом з Вісконсіна. Він вів боротьбу проти впливових партійних босів Республіканської партії штату і отримав схвалення виборців на референдумі 1904 року.  Хоча Ла Фоллетт завжди вигравав праймеріз, це не завжди було так у випадку інших прогресистів. Наприклад, його син Боб Ла Фоллет втратив місце в Сенаті на первинних виборах 1946 року на користь Джозефа Маккарті, набагато більш енергійного кандидата.
З іншого боку, в Нью-Джерсі партійні лідери запровадили первинні вибори в кожному окрузі до 1902 року. Їхньою метою було зберегти єдність різних фракцій для осінньої кампанії та мінімізувати роздроблення голосів.
Північний Схід відставав у запровадженні прямих праймеріз, а Коннектикут і Род-Айленд були останніми штатами, які приєдналися до цієї системи. Демократична партія Массачусетсу була серйозно ослаблена системою праймеріз. Губернатор Нью-Йорка від Республіканської партії Чарльз Еванс Хьюз у 1909 році поставив собі за головну мету прийняття закону про праймеріз, але зазнав невдачі.

### Урбанізація та муніципальна реформа
У 1890-х роках почала формуватися коаліція виборців середнього класу, орієнтованих на реформи, академічних експертів та реформаторів, ворожих до політичних машин, яка запровадила низку реформ в міських районах Америки, спрямованих на зменшення марнотратства, неефективності та корупції шляхом впровадження наукових методів, обов'язкової освіти та адміністративних інновацій.
Темп був заданий у Детройті, штат Мічиган, де республіканський мер Хейзен С. Пінгрі вперше сформував коаліцію реформаторів, будучи мером у 1889–1897 роках.  Багато міст створили муніципальні довідкові бюро для вивчення бюджетів та адміністративних структур місцевих органів влади.
Прогресивні мери взяли на себе керівництво в багатьох ключових містах, таких як Клівленд, штат Огайо (особливо мер Том Джонсон); Толедо, штат Огайо; Джерсі-Сіті, штат Нью-Джерсі; Лос-Анджелес; Мемфіс, штат Теннессі;Луїсвілл, штат Кентуккі; та багато інших міст, особливо в західних штатах. В Іллінойсі губернатор Френк Лоуден провів масштабну реорганізацію уряду штату. У Вісконсині, оплоті Роберта Ла Фоллетта, «Вісконсинська ідея» використовувала державний університет як основне джерело ідей та знань.

#### План Гері для ефективних державних шкіл
План Гері був широко обговорюваним методом побудови високоефективної системи державних шкіл.  Він був частково натхненний освітніми ідеями філософа Джона Дьюї. Він був розроблений шкільним інспектором Вільямом Віртом у 1907 році і впроваджений у новому місті сталеливарного заводу Гері, штат Індіана. Реформатори намагалися скопіювати його по всій країні. Пізніше Вірт просував його в Нью-Йорку. У Нью-Йорку він зустрів сильний опір з боку профспілок і місцевих політичних сил і був скасований у 1917 році. До 1929 року понад 200 міст у 41 штаті прийняли різні варіанти цього плану. Рональд Коен стверджує, що план Гері був популярним, оскільки поєднував прогресивні зобов'язання щодо:
педагогічної та економічної ефективності, зростання та централізації адміністрації, розширення навчальної програми, запровадження оцінювання та тестування, ширшого використання шкільних приміщень громадськістю, підходу, орієнтованого на дитину, та підвищеної уваги до використання шкіл для належного соціалізування дітей. 

#### Міста в епоху прогресу
На початку 1900-х років Сполучені Штати вступили в період миру, процвітання та прогресу. У зростаючих містах країни збільшився обсяг виробництва на заводах, процвітали малі підприємства, зросли доходи. Оскільки перспектива роботи та вищих зарплат приваблювала все більше людей до міст, США почали перетворюватися на країну міських жителів. До 1900 року 30 мільйонів людей, або 30 відсотків від загальної чисельності населення, жили в містах.
Масова міграція людей до міст збагатила одних, але спричинила серйозні проблеми для інших. Для нового середнього класу, який отримував вигоду від зростання доходів і збільшення вільного часу, розширення міст давало багато переваг. З'явилися універмаги, мережеві магазини та торгові центри, щоб задовольнити зростаючий попит на матеріальні блага. Були побудовані парки, парки розваг і бейсбольні стадіони, щоб задовольнити естетичні та рекреаційні потреби. Транспортні системи покращилися, як і загальна інфраструктура, що дозволило краще задовольнити зростаючі потреби міських жителів середнього і вищого класу.
У містах також жили тисячі бідних людей. Заманювані обіцянками процвітання, багато сільських сімей та іммігрантів з усього світу приїжджали до міст, щоб працювати на фабриках. За оцінками, до 1904 року кожен третій мешканець міст був близький до голодної смерті. Для багатьох міських бідняків життя в місті призвело до погіршення якості життя. Маючи в своєму розпорядженні лише кілька міських послуг, робітничий клас щодня жив у переповнених приміщеннях, з недостатнім водопостачанням, на неасфальтованих вулицях і в умовах поширення хвороб. Значно відстаючи від середнього класу, заробітна плата робітничого класу забезпечувала лише прожитковий мінімум і мало шансів, якщо взагалі були, вибратися з міських нетрів.

#### Прогресивізм у бізнесі в 1920-х роках
Те, що історики визначили як «прогресивізм у бізнесі», з його акцентом на ефективності та типовими представниками Генрі Фордом і Гербертом Гувером, досягло апогею в 1920-х роках. Наприклад, Вік стверджує, що «погляди Форда на технологію та механізацію сільської Америки були загалом прогресивними, просвітницькими і часто випереджали свій час».
Тіндалл підкреслює незмінну важливість прогресивного руху на Півдні в 1920-х роках, що включав посилення демократії, ефективне урядування, регулювання корпорацій, соціальну справедливість та державну службу. Вільям Лінк вважає, що політичний прогресивізм домінував у більшості південних штатів у 1920-х роках. Він також мав вплив на Середньому Заході.
Історики, які досліджують життя жінок та молоді, підкреслюють силу прогресивного імпульсу в 1920-х роках. Жінки закріпили свої здобутки після успіху руху за виборчі права і перейшли до таких питань, як світовий мир, ефективне управління, материнська опіка (Закон Шеппарда-Таунера 1921 року) та місцева підтримка освіти та охорони здоров'я. Ця робота була не настільки драматичною, як боротьба за виборчі права, але жінки голосували і діяли тихо та ефективно. Пол Фасс, говорячи про молодь, зазначає: «Прогресивізм як кут зору, як оптимістичний підхід до соціальних проблем, був дуже живим». Міжнародні впливи, що породили багато реформаторських ідей, також продовжувалися в 1920-х роках, коли американські ідеї модернізму почали впливати на Європу.
До 1930 року група прогресивних республіканців у Сенаті закликала Гувера вжити більш рішучих заходів для боротьби з депресією. Ця група налічувала близько десятка членів, серед яких були Вільям Бора з Айдахо, Джордж В. Норріс з Небраски, Роберт М. Ла Фоллетт-молодший з Вісконсіна, Джеральд Най з Північної Дакоти, Хайрам Джонсон з Каліфорнії та Бронсон М. Каттинг з Нью-Мексико. Хоча ці західні республіканці могли піднімати питання, вони рідко могли сформувати більшість, оскільки були занадто індивідуалістичними і не утворювали єдиної фракції. Сам Гувер різко змістився вправо і не приділяв особливої уваги їхнім ліберальним ідеям. До 1932 року ця група почала підтримувати «Новий курс» Рузвельта. Вони залишалися переконаними ізоляціоністами, які категорично противилися будь-якому втручанню в справи Європи. Однак поза Сенатом переважна більшість прогресистів 1910-х років, які залишилися в живих, стали консервативними противниками економічного планування «Нового курсу».

#### Автомобілі в прогресивну та нову епохи
Соціологи Роберт і Гелен Лінд провели масштабне дослідження американського суспільства в 1920-х роках. У 1929 році вони опублікували результати своїх досліджень у книзі під назвою «Мідлтаун». «Мідлтаун» — це назва, яку використовували для маскування міста Мансі, штат Індіана, де насправді проводилися дослідження. Одним із їхніх висновків було те, що автомобіль змінив життя мешканців Мідлтауна і, як наслідок, практично всіх інших мешканців Сполучених Штатів. Більш конкретно, Линди виявили, що автомобіль мав такі наслідки: (1) сімейні бюджети кардинально змінилися; (2) священники скаржилися, що люди їздили на своїх автомобілях, а не ходили до церкви; (3) батьки були стурбовані тим, що їхні сини та дочки проводили занадто багато часу разом, «катаючись на машинах»; та (4) автомобіль революціонізував спосіб, у який люди проводили свій вільний час.
Ці першоджерела також вказують на вплив автомобіля на життя американців. Деякі з цих наслідків вважалися позитивними, інші — набагато більш тривожними.

### Сільська реформа
Ще в 1920 році половина населення проживала в сільській місцевості. Вони пережили власні прогресивні реформи, як правило, з явною метою поліпшення сільського життя.  До 1910 року більшість фермерів передплачували сільськогосподарську газету, в якій редактори пропагували ефективність у сільському господарстві. Особливі зусилля докладалися для охоплення сільських південних та віддалених районів, таких як гори Аппалачі та Озаркс.

#### Хороші дороги
Найбільш нагальною потребою було поліпшення транспорту. Система залізниць була практично завершена; необхідність полягала в побудові набагато кращих доріг. Традиційний метод покладання тягаря утримання доріг на місцевих землевласників ставав дедалі більш невідповідним. Штат Нью-Йорк взяв на себе ініціативу в 1898 році, і до 1916 року стара система була відкинута в усіх районах. Зростали вимоги до місцевої та державної влади взяти на себе відповідальність. З появою автомобілів після 1910 року були зроблені термінові зусилля для модернізації ґрунтових доріг, призначених для руху кінних возів. Американська асоціація з поліпшення автомобільних доріг була організована в 1910 році. Фінансування здійснювалося за рахунок реєстрації автомобілів, податків на моторне паливо, а також державної допомоги. У 1916 році вперше була надана федеральна допомога для поліпшення поштових доріг і сприяння загальній торгівлі. Конгрес виділив 75 мільйонів доларів на п'ятирічний період, а відповідальним за це був міністр сільського господарства через Бюро громадських доріг у співпраці з державними департаментами автомобільних доріг. У 1914 році в сільській місцевості було 2,4 мільйона миль ґрунтових доріг; 100 000 миль було покращено за допомогою вирівнювання та гравію, а 3000 миль отримали високоякісне покриття. Швидке збільшення швидкості автомобілів, особливо вантажівок, зробило технічне обслуговування та ремонт пріоритетними завданнями. Бетон вперше був використаний у 1933 році і набув поширення, поки не став домінуючим матеріалом для покриття доріг у 1930-х роках. На Півдні було менше автомобілів і вантажівок і набагато менше грошей, але це працювало завдяки добре помітним демонстраційним проектам, таким як «Шосе Діксі».

#### Сільські школи
Сільські школи часто були погано фінансувалися і мали лише одну кімнату. Зазвичай заняття проводили молоді місцеві жінки до одруження, і лише зрідка їх контролювали окружні інспектори. Прогресивним рішенням була модернізація шляхом консолідації, в результаті чого діти почали відвідувати сучасні школи. Там їх навчали професійні вчителі, які закінчили педагогічні коледжі штатів, мали сертифікати і перебували під наглядом окружних інспекторів. Фермери скаржилися на витрати, а також на втрату контролю над місцевими справами, але в одному штаті за іншим процес консолідації продовжувався.
Численні інші програми були спрямовані на сільську молодь, включаючи клуби 4-H, бойскаутів та дівчат-скаутів. Окружні ярмарки не тільки давали призи за найпродуктивніші сільськогосподарські практики, але й демонстрували ці практики уважній сільській аудиторії. Програми для молодих матерів включали догляд за вагітними та навчання догляду за немовлятами.

### Збереження природних ресурсів

Долина Йосеміті, Каліфорнія

У середині та наприкінці 19 століття природні ресурси інтенсивно експлуатувалися, особливо на Заході. Землевласники та забудовники захопили великі ділянки лісів і пасовищ. Землі, важливі для гідроенергетики, були захоплені приватними компаніями. Гірничодобувні компанії застосовували неналежні та марнотратні методи видобутку. Вважаючи, що природні ресурси є невичерпними, американці розвинули «традицію марнотратства».
Стурбовані байдужим ставленням громадськості до природних ресурсів, а також їх експлуатацією з метою отримання приватної вигоди, природоохоронці закликали до федерального нагляду за ресурсами країни та збереження цих ресурсів для майбутніх поколінь. В особі Теодора Рузвельта природоохоронці знайшли енергійного лідера. Збереження ресурсів країни, припинення марнотратного використання сировини та рекультивація великих площ занедбаних земель були визнані одними з головних досягнень епохи Рузвельта.
На занепокоєння Рузвельта щодо навколишнього середовища вплинули американські натуралісти, такі як Джон Мюр, та його власні політичні призначенці, особливо Гіффорд Пінчот, голова лісового господарства. Співпрацюючи з багатьма особами та організаціями, адміністрація Рузвельта була відповідальна за наступне: Закон Ньюлендса 1902 року, який фінансував іригаційні проекти за рахунок доходів від продажу федеральних земель на Заході; призначення Комісії з внутрішніх водних шляхів у 1907 році для вивчення взаємозв'язку між річками, ґрунтом, лісами, розвитком гідроенергетики та водним транспортом; та Національної комісії з охорони природи 1909 року, яка була відповідальна за розробку довгострокових планів збереження національних ресурсів. Разом з активною групою природоохоронців адміністрація Рузвельта створила рух за охорону навколишнього середовища, слова і дії якого досі чутні і відчутні в усьому США.

#### Сучасні та традиційні конфлікти
Спроби руху впровадити міські реформи в сільській Америці часто зустрічали опір з боку традиціоналістів, які вважали сільських жителів агресивними модернізаторами, що ставилися до них зверхньо і не розуміли сільського життя. Традиціоналісти стверджували, що багато їхніх реформ були непотрібними і не вартими зусиль для їх впровадження. Сільські жителі також не погоджувалися з думкою, що ферми повинні підвищувати свою ефективність, оскільки вважали, що ця мета більше відповідає інтересам міських жителів, ніж сільських. Соціальний консерватизм багатьох сільських жителів також змушував їх чинити опір спробам змін, ініційованим сторонніми особами. Найголовніше, що традиціоналісти не хотіли ставати сучасними і не хотіли, щоб їхнім дітям прищеплювали чужі сучасні цінності через загальноосвітні школи, які були віддалені від місцевого контролю. Найуспішніші реформи були запроваджені фермерами, які прагнули розширити сільське господарство, оскільки запропоновані ними зміни відповідали існуючим тенденціям модернізації, спрямованим на підвищення ефективності та прибутку в сільському господарстві.

### Конституційні зміни
Прогресисти закріпили деякі зі своїх реформ у законі, додавши поправки 16, 17, 18 та 19 до Конституції Сполучених Штатів. 16-та поправка легалізувала податок на доходи (це вимагало поправки через статтю 1, розділ 9 Конституції, яка вимагала, щоб прямі податки стягувалися з штатів пропорційно до їхнього населення, визначеного за результатами десятирічного перепису). Прогресисти також досягли успіхів у спробах зменшити політичну корупцію завдяки 17-й поправці (прямі вибори сенаторів США). Найрадикальніша і найсуперечливіша поправка з'явилася під час антинімецької істерії Першої світової війни, яка допомогла прогресистам та іншим просунути свій план заборони через 18-ту поправку (після того, як прогресисти втратили владу, 21-та поправка скасувала 18-ту в 1933 році). Ратифікація 19-ї поправки в 1920 році, яка визнала виборчі права жінок, була останньою поправкою прогресивної епохи. Іншою значною конституційною зміною, яка почалася в прогресивну епоху, було включення Білля про права, щоб ці права застосовувалися до штатів. У 1920 році Бенджамін Гітлоу був засуджений за Законом про шпигунство 1917 року, і справа дійшла аж до Верховного суду, де судді вирішили, що Перша поправка застосовується як до штатів, так і до федерального уряду. До цього часу Білль про права вважався таким, що застосовується тільки до федерального уряду, а не до штатів.

## Національна політика

### Національна економічна політика

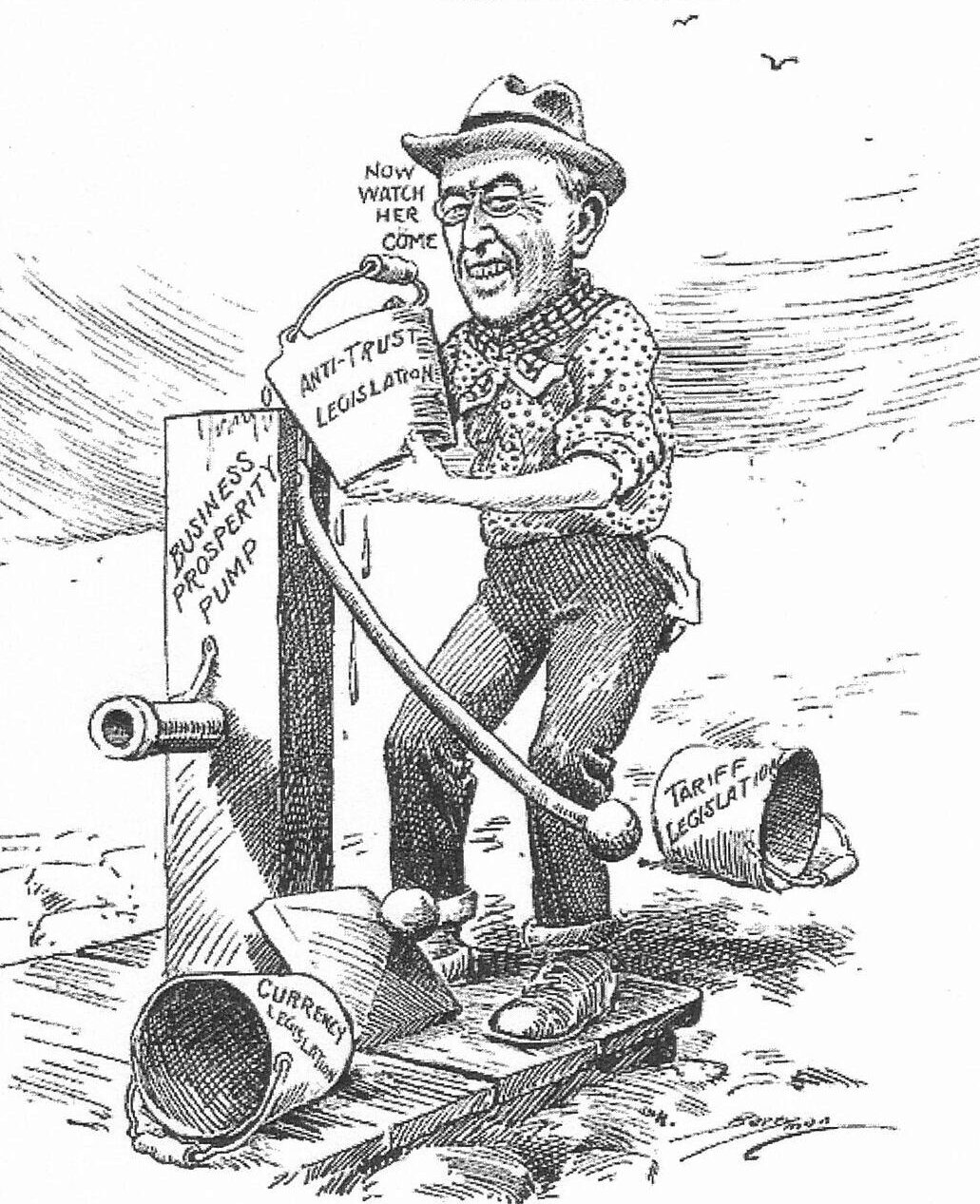
Президент Вудро Вільсон використовував тарифне, валютне та антимонопольне законодавство, щоб запустити економіку та змусити її працювати.

Прогресивна ера була періодом загального процвітання після закінчення в 1897 році паніки 1893 року — важкої депресії. Паніка 1907 року була короткою і в основному зачепила фінансистів. Однак Кемпбелл (2005) підкреслює слабкі місця економіки в 1907–1914 роках, пов'язуючи їх з вимогами громадськості щодо більш прогресивних втручань. Після паніки 1907 року відбулося невелике зниження реальної заробітної плати та зростання безробіття, і обидві ці тенденції тривали до Першої світової війни. Кемпбелл підкреслює, що це спричинило навантаження на державні фінанси та вплинуло на політику адміністрації Вільсона. Ослаблення економіки та постійний дефіцит федерального бюджету призвели до змін у фіскальній політиці, зокрема до введення федерального податку на доходи підприємств та фізичних осіб і створення Федеральної резервної системи. Урядові агентства також були реформовані з метою підвищення адміністративної ефективності.
У «золотому столітті» (кінець 19 століття) партії не хотіли надто сильно залучати федеральний уряд до приватного сектора, за винятком залізниць і тарифів. Загалом вони приймали концепцію laissez-faire, доктрину, що протистояла втручанню уряду в економіку, за винятком підтримання правопорядку. Ця позиція почала змінюватися під час депресії 1890-х років, коли малий бізнес, фермери та робітничі рухи почали просити уряд втрутитися на їхню користь.
На початку 20 століття сформувався середній клас, який був втомлений як від бізнес-еліти, так і від радикальних політичних рухів фермерів і робітників на Середньому Заході та Заході. Прогресисти стверджували, що необхідне державне регулювання ділової практики для забезпечення конкуренції та вільного підприємництва. У 1887 році Конгрес прийняв закон, що регулював залізничний транспорт (Закон про міжштатну торгівлю), а в 1890 році — закон, що забороняв великим фірмам контролювати окрему галузь (Антимонопольний закон Шермана). Однак ці закони не виконувалися суворо аж до 1900–1920 років, коли до влади прийшли республіканський президент Теодор Рузвельт (1901–1909), демократичний президент Вудро Вільсон (1913–1921) та інші прихильники поглядів прогресистів. Багато сучасних регуляторних органів США були створені в ці роки, зокрема Міжштатна комісія з торгівлі та Федеральна торгова комісія. Макрейкери — це журналісти, які закликали читачів вимагати посилення регулювання бізнесу. Роман Уптона Сінклера «Джунглі» (1906) мав великий вплив і переконав Америку в жахливих умовах, що панували на Чиказьких союзних скотарських ринках — гігантському комплексі м'ясопереробних заводів, який розвинувся в 1870-х роках. Федеральний уряд відреагував на книгу Сінклера та звіт Ніла-Рейнольдса створенням нового регуляторного органу — Управління з контролю за продуктами харчування та ліками. Іда Тарбелл написала серію статей проти компанії Standard Oil, яка вважалася монополістом. Це вплинуло як на уряд, так і на громадських реформаторів. Атаки Тарбелл та інших допомогли підготувати ґрунт для громадської підтримки розпаду компанії Верховним судом у 1911 році.
Коли в 1912 році демократ Вудро Вільсон був обраний президентом з демократичним Конгресом, він впровадив серію прогресивних економічних політик. У 1913 році була ратифікована шістнадцята поправка, і на високі доходи був накладений невеликий податок на доходи. Демократи знизили тарифи за допомогою тарифу Андервуда в 1913 році, хоча його ефект був перекритий змінами в торгівлі, спричиненими Першою світовою війною, що спалахнула в 1914 році. Вілсон виявився особливо ефективним у мобілізації громадської думки на підтримку змін тарифів, викриваючи корпоративних лобістів, виступаючи перед Конгресом особисто в дуже драматичній манері та влаштовуючи урочисту церемонію, коли він підписав закон.  Вілсон допоміг покласти край тривалим суперечкам щодо трестів, прийнявши в 1914 році Антитрестовський закон Клейтона. Йому вдалося переконати законодавців у питаннях грошей і банківської справи, створивши в 1913 році Федеральну резервну систему, складне партнерство між бізнесом і урядом, яке донині домінує у фінансовому світі.

#### Антитрестове законодавство за часів Рузвельта і Тафта
За вісім років президентства Рузвельта було порушено 18 цивільних справ і 26 кримінальних справ про порушення антимонопольного законодавства, що призвело до 22 обвинувальних вироків і 22 виправдувальних вироків. За чотири роки президентства Тафта було порушено 54 цивільні та 36 кримінальних справ, і прокурор Тафта домігся 55 обвинувальних вироків і 35 виправдувальних вироків. Справи Тафта стосувалися багатьох провідних компаній у основних секторах: Standard Oil; American Tobacco; United States Steel; Aluminum Company of America; International Harvester; National Cash Register; Westinghouse; General Electric; Kodak; Dupont; залізниця Union Pacific; та залізниця Southern Pacific. Сюди також входили трести або об'єднання в галузях виробництва яловичини, деревини, вина, скипидару, шпалер, лакриці, ниток та годинників. Серед об'єктів розслідування були навіть підприємства, якими керували особисті друзі Тафта, такі як National Cash Register з Огайо. ЗМІ широко висвітлювали, особливо справи проти Standard Oil та American Tobacco, які безпосередньо торкнулися десятків мільйонів споживачів. Генеральний прокурор Тафта Джордж Вікершем особисто курирував найважливіші справи проти Standard Oil та American Tobacco. Він стверджував у Верховному суді, що трести повинні бути розпущені на складові частини, аргументуючи це тим, що вони є штучними утвореннями і не досягли свого становища за допомогою звичайних методів ведення бізнесу, а отже, винні в порушенні закону Шермана. Уряд стверджував, що розпад трестів виправить цю несправедливість і змусить відновити нормальну конкуренцію. У 1911 році суд погодився з цим і доручив Міністерству юстиції протягом шести місяців розробити плани повної реорганізації. Вікершем і його співробітники, всі з яких були досвідченими юристами, не були експертами в галузі управління бізнесом. Поспіхом було створено понад тридцять нових корпорацій, які замінили Standard, а також кілька в тютюновій галузі.
Після реорганізації ціни для споживачів зросли, оскільки компанії-замінники втратили ефективність, яку давала велика розмірність тресту. Вікершем виявив, що розпад тресту означав підвищення цін для споживачів. Він сказав Тафту: «Ті що розполися компанії нафтового і тютюнового трестів витрачають у багато разів більше, ніж раніше витрачав будь-хто на рекламу в газетах». Вікершем усвідомив проблему, але Тафт ніколи цього не зрозумів. Він наполягав на тому, щоб антимонопольні судові процеси тривали до кінця; за останні 2 місяці адміністрації Тафта було порушено 16 нових справ.

## Імміграційна політика
Після 1896 року приплив іммігрантів постійно зростав, причому більшість новоприбулих були некваліфікованими робітниками з південної та східної Європи. Ці іммігранти могли знайти роботу на металургійних заводах, бойнях та в будівельних бригадах міст-заводів і промислових міст на північному сході та середньому заході. Багато хто поїхав у сільські гірничі райони. Лише деякі поїхали на південь. Багато хто мав намір залишитися на кілька років, заощадити зароблені гроші, живучи економно, і повернутися на батьківщину з достатньою сумою грошей, щоб купити невелику ферму. Однак єврейські іммігранти були всі постійними.

Іммігранти, що висаджуються на острів Елліс в епоху прогресизму

 Приплив іммігрантів раптово припинився в серпні 1914 року, коли Перша світова війна зупинила майже весь цивільний рух до Європи і з Європи. Починаючи з 1880-х років, профспілки активно просували обмеження на імміграцію, особливо обмеження на іммігрантів з Китаю, Японії та Кореї. У поєднанні з расистськими настроями того часу існувала побоювання, що велика кількість некваліфікованих, низькооплачуваних робітників зірве зусилля профспілок щодо підвищення заробітної плати шляхом колективних переговорів.  Крім того, сільські протестанти не довіряли міським католицьким та єврейським іммігрантам зі Східної та Південної Європи і на цій підставі виступали проти імміграції.  З іншого боку, швидке зростання промисловості вимагало більшої та розширюваної робочої сили, яку не можна було забезпечити за рахунок природного приросту населення. В результаті багато великих корпорацій виступили проти обмежень імміграції. На початку 1920-х років було досягнуто консенсусу щодо необхідності обмеження загального припливу іммігрантів, і низка законів 1920-х років дозволила досягти цієї мети.  Декілька прихильників евгеніки також брали участь в обмеженні імміграції з власних псевдонаукових міркувань.  Обмеження імміграції залишалося національною політикою аж до закінчення Другої світової війни.
Під час Першої світової війни прогресисти активно просували програми американізації, покликані модернізувати недавніх іммігрантів і перетворити їх на зразкових американських громадян, одночасно зменшуючи їхню лояльність до старої батьківщини.  Ці програми часто реалізовувалися через систему державних шкіл, яка різко розширилася.
Закон про імміграцію 1924 року, або Закон Джонсона-Ріда, що включав Закон про виключення азіатів та Закон про національне походження, був федеральним законом, який забороняв імміграцію з Азії та встановлював квоти на кількість іммігрантів зі Східної та Південної Європи. Він також санкціонував створення першої в країні офіційної служби прикордонного контролю, Прикордонної служби США, і встановив «систему консульського контролю», яка дозволяла в'їзд тільки тим, хто спочатку отримав візу в консульстві США за кордоном.

## Зовнішня політика

Газета, що повідомляла про анексію Гавайської Республіки в 1898 році

Прогресисти розглядали юридичний арбітраж як альтернативу війні. Двома провідними прихильниками цієї ідеї були Тафт, конституційний юрист, який згодом став головою Верховного суду, та лідер демократів Вільям Дженнінгс Брайан. Політичною базою Тафта була консервативна бізнес-спільнота, яка до 1914 року в основному підтримувала мирні рухи. Бізнесмени вважали, що економічна конкуренція є причиною війни, а розширення торгівлі призводить до взаємозалежності країн світу, що робить війну дуже дорогою і марною анахронічною справою. Одним із перших успіхів став вирішення суперечки між США та Великою Британією щодо рибальства в Ньюфаундленді в 1910 році. У 1911 році дипломати Тафта підписали широкі арбітражні договори з Францією та Великою Британією. Однак він зазнав поразки від колишнього президента Теодора Рузвельта, який у 1910 році розірвав стосунки зі своїм протеже Тафтом. Вони боролися за контроль над Республіканською партією, і Рузвельт закликав Сенат внести поправки, які значно послабили договори. З одного боку, Рузвельт діяв, щоб зірвати передвиборчі обіцянки Тафта.  На глибшому рівні Рузвельт щиро вірив, що арбітраж є наївним рішенням, а великі питання мають вирішуватися за допомогою війни. Підхід Рузвельта включав майже містичну віру в благородну природу війни. Він підтримував шовіністичний націоналізм на противагу розрахункам бізнесменів щодо прибутку та національних інтересів.
Зовнішня політика в епоху прогресизму часто характеризувалася тоном моральної переваги. Вудро Вільсон і Вільям Дженнінгс Брайан вважали себе «місіонерами демократії» з навмисним релігійним підтекстом. Історик Артур С. Лінк каже, що вони відчували себе «натхненними впевненістю, що знають краще, як сприяти миру та добробуту інших країн, ніж самі лідери цих країн». Подібні ідеї та мова вже використовувалися раніше в Доктрині Монро, в якій Рузвельт стверджував, що Сполучені Штати можуть служити поліцією світу, використовуючи свою силу для припинення заворушень і правопорушень у західній півкулі. Використовуючи цей моралістичний підхід, Рузвельт виступив за втручання на Кубі, щоб допомогти їй стати «справедливою і стабільною цивілізацією», шляхом прийняття поправки Платта. Вілсон використовував подібний моралістичний тон у відносинах з Мексикою. У 1913 році, коли революціонери взяли під контроль уряд, Вілсон визнав їх аморальними і відмовився визнати чинний уряд тільки з цієї причини.

### Збереження та модернізація Філіппін
Філіппіни були придбані в 1899 році, після перемоги в іспано-американській війні. Це було найбільше колоніальне придбання Сполучених Штатів в епоху, коли світові держави захоплювали колонії в Африці та Азії. Хоча антиімперіалістичні настрої панували в Сполучених Штатах з 1850-х років, придбання Філіппін викликало бурхливу дискусію. Антиімперіалісти наполягали, що утримання островів було «неамериканським» і нерозумним.

Філіппіни були головним об'єктом уваги прогресивних реформаторів. У звіті 1907 року, поданому міністру війни Тафту, містився підсумок досягнень американської цивільної адміністрації. Окрім швидкого створення системи державних шкіл, заснованої на викладанні англійської мови, у ньому також згадувалися такі досягнення в галузі модернізації, як:
сталеві та бетонні причали в нещодавно відремонтованому порту Маніли; днопоглиблення річки Пасіг; раціоналізація острівного уряду; точна, зрозуміла бухгалтерія; будівництво телеграфної та кабельної мережі зв'язку; створення поштового ощадного банку; великомасштабне будівництво доріг і мостів; неупереджена та некорумпована поліція; добре фінансуване цивільне будівництво; збереження старовинної іспанської архітектури; великі громадські парки; тендер на право будівництва залізниць; корпоративне право; та прибережне і геологічне обстеження. 
У 1903 році американські реформатори на Філіппінах прийняли два важливі закони про землю, покликані перетворити безземельних селян на власників своїх ферм. До 1905 року закон явно провалився. Реформатори, такі як Тафт, вірили, що володіння землею перетворить недисциплінованих селян на лояльних підданих. Соціальна структура в сільській місцевості Філіппін була дуже традиційною і вкрай нерівною. Кардинальні зміни у володінні землею стали серйозним викликом для місцевої еліти, яка не хотіла їх приймати, як і їхні селянські клієнти. Американські реформатори звинувачували селян у спротиві володінню землею і стверджували, що великі плантації та часткова оренда були найкращим шляхом розвитку Філіппін.
Жінки з еліти Філіппін відігравали важливу роль у реформаторському русі, особливо в питаннях охорони здоров'я. Вони спеціалізувалися на таких нагальних потребах, як догляд за немовлятами та здоров'я матерів і дітей, розподіл чистого молока та навчання молодих матерів питанням здоров'я дітей. Найвідомішими організаціями були La Protección de la Infancia та Національна федерація жіночих клубів.

### Мирний рух
Хоча Прогресивна ера характеризувалася громадською підтримкою Першої світової війни під керівництвом Вудро Вільсона, існувала також значна опозиція війні. Джейн Аддамс була найвизначнішою лідеркою.

## Суспільні реформи

### Риторика праведності
Основні протестантські конфесії прийняли Соціальне Євангеліє. Метою було створити більш досконале суспільство на землі в підготовці до Другого пришестя Христа. В цілому імпульс Соціального Євангелія базувався на праведності, що було типовим для широкого впливу теолога Вальтера Раушенбуша. Пресвітеріани описали цю мету в 1910 році, проголосивши:
Великі цілі церкви — проголошення Євангелія для спасіння людства; притулок, виховання і духовне спілкування дітей Божих; підтримання божественного поклоніння; збереження істини; сприяння соціальній праведності; і демонстрація Царства Небесного світові.
Багато прогресивних лідерів використовували риторику праведності, щоб мотивувати своїх протестантських прихильників. Дійсно, Річард Гофстадтер стверджував, що прогресивізм був «етапом в історії протестантської совісті, сучасним протестантським відродженням». Вілсон і Брайан були моралістами і дуже релігійними; Рузвельт і Ла Фоллет були моралістами і не дуже релігійними.

Риторика Рузвельта характеризувалася інтенсивним моралізмом особистої праведності. Типовим прикладом цього був його засудження «хижацького багатства» у посланні, яке він надіслав Конгресу в січні 1908 року, закликаючи до прийняття нових законів про працю:
Грабіжницьке багатство — багатство, накопичене в гігантських масштабах за допомогою всіх форм несправедливості, починаючи від пригнічення найманих працівників і закінчуючи несправедливими та нездоровими методами знищення конкуренції, а також обманом громадськості за допомогою спекуляцій на фондовому ринку та маніпулювання цінними паперами. Деякі багатії такого штибу, чия поведінка повинна викликати огиду у кожної людини з нормальною совістю, які вчиняють жахливе зло, навчаючи наших молодих людей, що феноменальний успіх у бізнесі зазвичай ґрунтується на нечесності, протягом останніх кількох місяців дали зрозуміти, що вони об'єдналися, щоб працювати на реакцію. Їхні зусилля спрямовані на те, щоб повалити і дискредитувати всіх, хто чесно виконує закон, запобігти прийняттю будь-яких додаткових законів, які б контролювали і стримували їх, і, якщо можливо, забезпечити свободу від будь-яких обмежень, що дозволить кожному безсовісному злочинцю робити все, що він забажає, за умови, що він має достатньо грошей... Методи, за допомогою яких люди зі Standard Oil та ті, хто займається іншими об'єднаннями, про які я говорив вище, досягли великих статків, можна виправдати лише пропагандою системи моралі, яка також виправдовувала б будь-яку форму злочинності з боку профспілок, а також будь-яку форму насильства, корупції та шахрайства, від вбивства до хабарництва та фальсифікації виборів у політиці. 

### Заборона
Заборона полягала у забороні виробництва, продажу та транспортування алкоголю. Протягом Прогресивної ери вона залишалася однією з найважливіших причин, пов'язаних з прогресивізмом на місцевому, державному та національному рівнях, хоча підтримка серед прогресистів була неоднозначною. Вона протиставила меншину міського католицького населення більшій сільській протестантській частині населення. Піднесенню прогресивізму в сільських громадах сприяло загальне підвищення суспільної свідомості щодо соціальних питань руху за тверезість, який досяг національного успіху з прийняттям 18-ї поправки Конгресом наприкінці 1917 року та ратифікацією трьома чвертями штатів у 1919 році. Заборону алкоголю підтримували методисти, баптисти, конгрегаціоналісти, скандинавські лютерани та інші євангельські церкви. На Півдні, особливо в Техасі, заборона алкоголю була головним пріоритетом протестантських прогресистів. Активістів мобілізувала високоефективна Антисалунна ліга.

У 1907 році Джорджія та Алабама стали першими штатами, які ввели сухий закон, а в наступні роки до них приєдналися Оклахома, Міссісіпі, Північна Кароліна та Теннессі. У 1913 році Конгрес прийняв закон Вебба-Кеньона, який забороняв транспортування алкогольних напоїв до штатів, де діяли сухі закони. До 1917 року дві третини штатів мали ті чи інші закони про заборону алкоголю, а приблизно три чверті населення жили в районах, де діяли сухі закони. У 1913 році Ліга проти салунів вперше публічно закликала до прийняття поправки про заборону алкоголю. У серпні 1917 року Закон Левера про контроль за продовольством і паливом заборонив виробництво дистильованих спиртних напоїв на час війни. Закон про заборону алкоголю під час війни, прийнятий у листопаді 1918 року, забороняв виробництво і продаж алкогольних напоїв (з вмістом алкоголю понад 2,75%) до закінчення демобілізації. Наприкінці 1917 року Конгрес ухвалив Вісімнадцяту поправку; вона була ратифікована в 1919 році і набула чинності в січні 1920 року. Вона забороняла виробництво, продаж або транспортування алкогольних напоїв на території Сполучених Штатів, а також їх імпорт та експорт. Закон Волстеда 1919 року визначав алкогольні напої як такі, що містять більше 0,5% алкоголю, і встановлював процедури федерального виконання цього закону. Штати мали право застосовувати заборону або ні, і більшість з них не намагалися цього робити. Однак споживчий попит призвів до появи різних незаконних джерел алкоголю, особливо незаконних винокурень та контрабанди. Заборона також спричинила зростання організованої злочинності, яка могла отримувати прибуток від продажу незаконного алкоголю. Вісімнадцята поправка була скасована в 1933 році з прийняттям Двадцять першої поправки завдяки добре організованій кампанії за скасування, очолюваній католиками (які наголошували на особистій свободі) та бізнесменами (які наголошували на втрачених податкових надходженнях). 

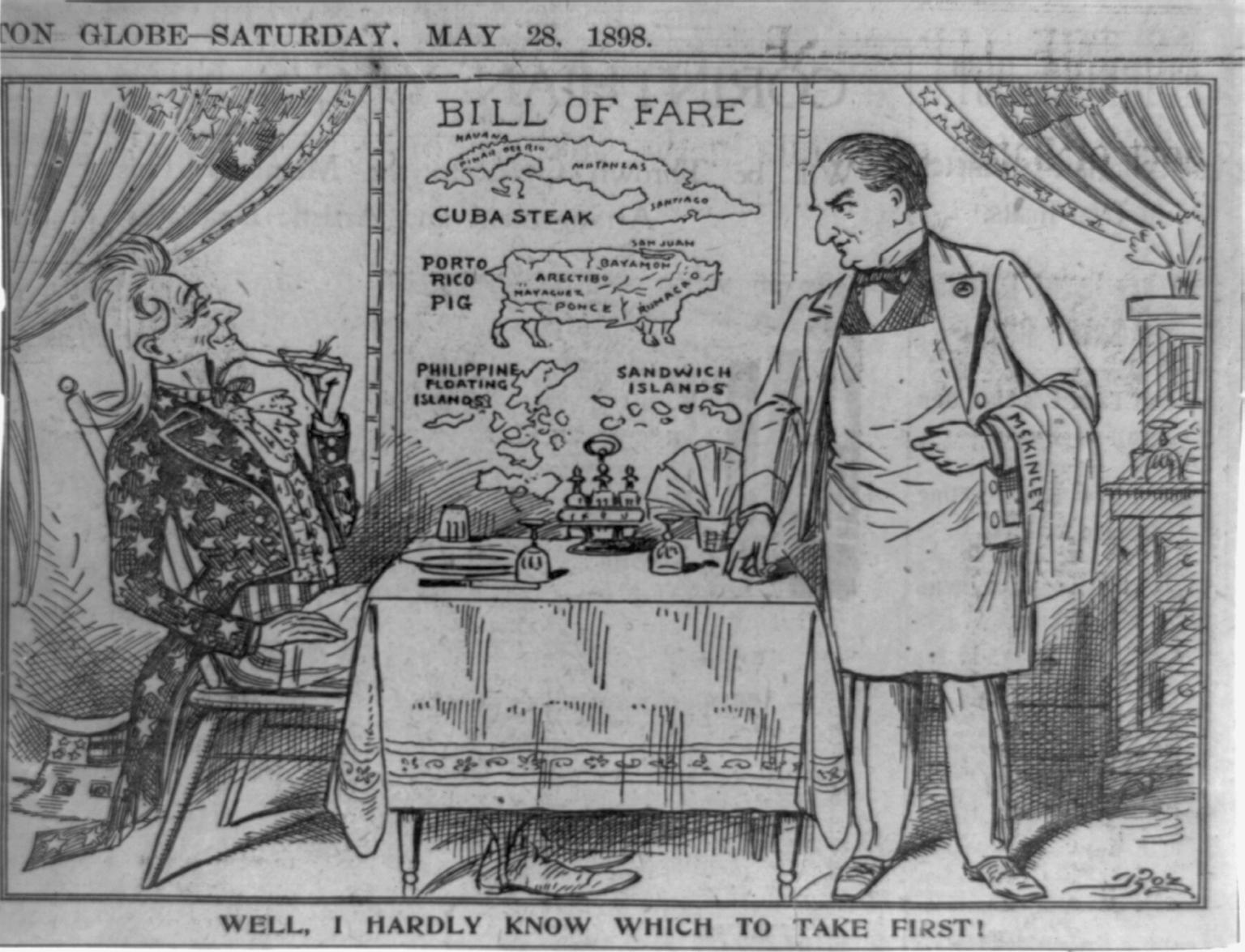
Карикатура на дядька Сема, який сидить у ресторані та розглядає меню, на якому написано «кубинський стейк», «свиня з Порто-Рико», «Філіппінські острови» та «Сендвіч-остріви» (Гаваї).

### Освіта
Реформа державних шкіл була однією з головних проблем середнього класу в цей період. Кількість шкіл у країні різко зросла. Голосом прогресивного освітнього руху в Америці був Джон Дьюї, професор Чиказького університету (1896–1904) та Педагогічного коледжу Колумбійського університету (1904–1930). У таких книгах, як «Дитина і навчальна програма» та «Школи завтрашнього дня», він стверджував, що, крім викладання академічного змісту, школи повинні навчати повсякденних навичок і сприяти демократичній участі. Вища освіта також набула популярності. До 1930 року 12 % осіб віком від 18 до 21 року відвідували коледж, порівняно з 3 % у 1890 році.

#### Жінки в домашній економіці
Нова галузь науки, мистецтво і наука про ведення домашнього господарства, з'явилася в результаті зусиль, спрямованих на фемінізацію освіти жінок у Сполучених Штатах. Домашня економіка з'явилася наприкінці XIX століття у відповідь на численні зміни, що відбувалися як на рівні матеріальної культури і практики, так і в більш абстрактній сфері гендерної ідеології та мислення про дім. Коли промислова революція охопила американську економіку, а масове виробництво, відчуження та урбанізація здавалися нестримними тенденціями, американці шукали рішення, які могли б пом'якшити наслідки змін, не сповільнюючи двигуни прогресу.
Прихильники стверджували, що домогосподарство як професія вимагає освіти та навчання для розвитку ефективної та систематичної домашньої практики. Навчальна програма мала на меті охопити різноманітні теми, включаючи навчання стандартизованих методів садівництва, виховання дітей, приготування їжі, прибирання, виконання домашніх робіт та надання медичної допомоги. Таке наукове управління, застосоване до домашньої сфери, було представлено як рішення дилеми, з якою стикалися чорношкірі жінки середнього класу в пошуках сенсу та самореалізації у своїй ролі домогосподарок. Феміністична перспектива, просуваючи цей тип освіти, мала на меті пояснити, що жінки мають окремі, але однаково важливі обов'язки в житті з чоловіками, які вимагають належного навчання.

#### Дитяча праця та шкільне навчання

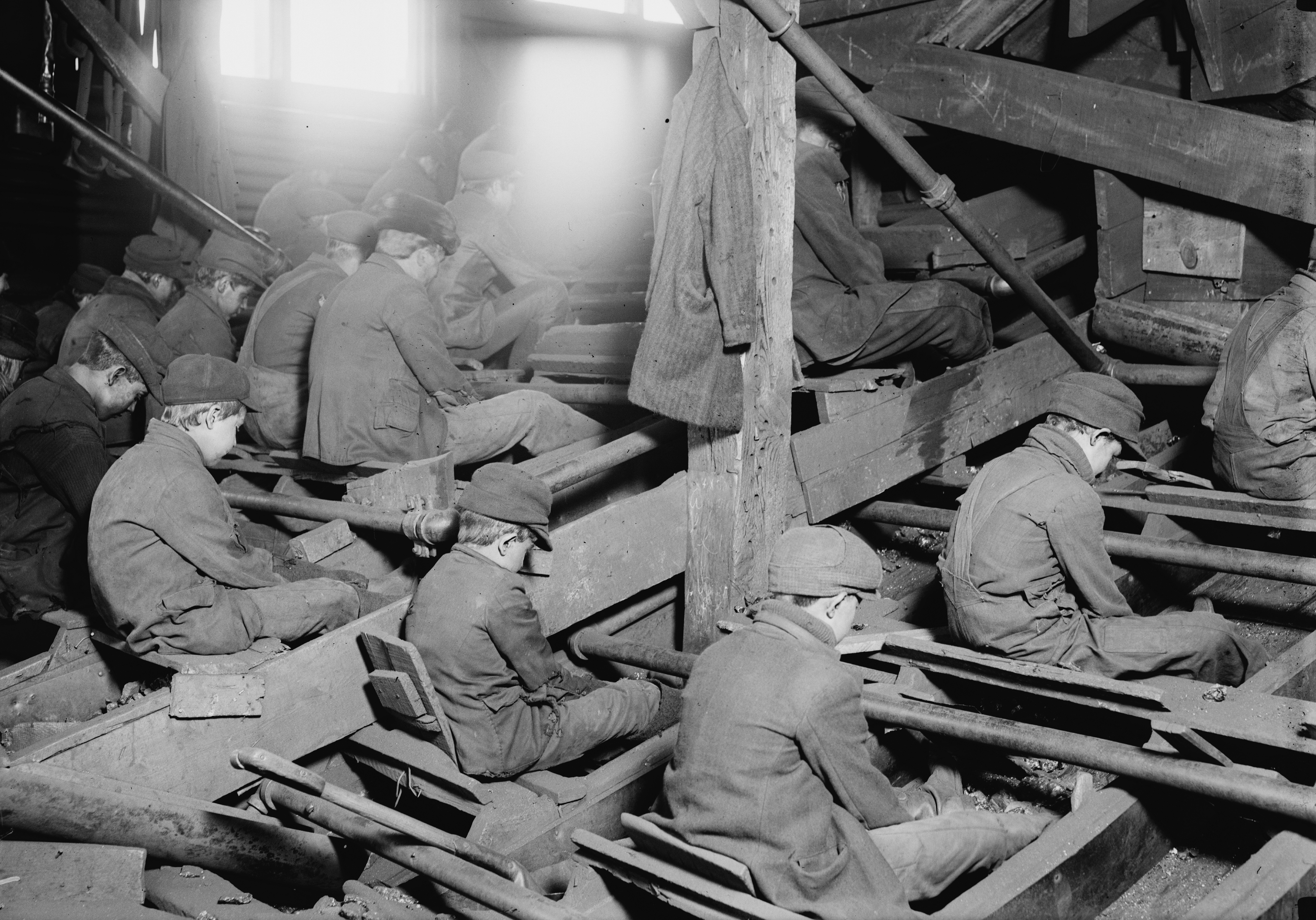
Хлопчики-відбійники сортують вугілля на антрацитовому відбійнику поблизу Саут- Піттстона, штат Пенсільванія, 1911 рік.

Існувала стурбованість щодо того, що дітей з робітничих сімей забирали зі школи, щоб відразу відправити на роботу. Прогресивні сили по всій країні проводили кампанії, щоб домогтися поліпшення державної освіти та зробити освіту обов'язковою. Були й менш успішні спроби на Півдні, де рівень освіти був набагато нижчим. Південна рада з питань освіти об'єдналася, щоб поширити інформацію про важливість реформи. Однак багато хто відкинув цю реформу. Фермери та робітники сильно покладалися на своїх дітей, які працювали та допомагали родині заробляти гроші. Іммігранти також не підтримували реформу, побоюючись, що вона американізує їхніх дітей.
З 1900 по 1909 рік кількість дітей (віком від 5 до 19 років), які відвідували школу, зросла з 51% до 59%. Кількість учнів у державних середніх школах зросла з 519 000 до 841 000. Збільшилися також шкільні фонди та термін навчання в державних школах.

### Медицина і право
Звіт Флекснера 1910 року, спонсорований Фондом Карнегі, професіоналізував американську медицину, відмовившись від десятків місцевих невеликих медичних шкіл і зосередивши національні кошти, ресурси та престиж на більших, професіоналізованих медичних школах, пов'язаних з університетами.  Серед видатних лідерів були брати Мейо, чия клініка Мейо в Рочестері, штат Міннесота, стала всесвітньо відомою завдяки інноваційним хірургічним операціям.
У юридичній професії Американська асоціація адвокатів у 1900 році заснувала Асоціацію американських юридичних шкіл (AALS). Вона встановила національні стандарти для юридичних шкіл, що призвело до заміни старої системи, за якою молоді чоловіки вивчали право приватно у досвідчених юристів, на нову систему акредитованих юридичних шкіл, пов'язаних з університетами.

### Військова справа
Комісія з питань діяльності тренувальних таборів прагнула «соціалізувати та американізувати» військовослужбовців, особливо чоловіків, народжених у США та за кордоном, щоб вони відповідали очікуваному рівню суспільних стандартів та інтегрувалися в американську культуру. Ідеологія Комісії характеризувалася ідеологією Прогресивної ери, яка боролася проти проституції, алкоголізму, соціальних хвороб та поганих санітарних умов у великих містах. CTCA намагалася викорінити ці проблеми з військових тренувальних таборів.

### Євгеніка
Деякі прогресисти підтримували евгеніку як рішення проблеми надмірно великих або малопродуктивних сімей, сподіваючись, що контроль народжуваності дозволить батькам зосередити свої ресурси на меншій кількості, але кращих дітей.[Прогресивні лідери, такі як Герберт Кролі та Вальтер Ліппманн, висловили свою класично ліберальну стурбованість щодо небезпеки, яку представляє для особистості практика евгеніки. Католики рішуче виступали проти пропозицій щодо контролю народжуваності, таких як евгеніка.

## Занепад
У 1940-х роках історики зазвичай розглядали Прогресивну еру як прелюдію до Нового курсу і датували її з 1901 року (коли Рузвельт став президентом) до початку Першої світової війни в 1914 або 1917 році.  Історики повернулися в минуле, підкреслюючи прогресивних реформаторів на муніципальному та державному рівнях у 1890-х роках. Прогресивні політичні хрестові походи були затьмарені в 1919 році насильницькими зіткненнями з більшовиками (комуністами), анархістами та насильницькими страйками. Таким чином, хрестовий похід прогресивізму в основному закінчився, за винятком заборони, хоча зусилля, спрямовані на підвищення ефективності бізнесу, продовжувалися. У 1919 році помер Теодор Рузвельт, а здоров'я Вільсона погіршилося, що залишило порожнечу у вищому керівництві. Новим важливим діячем став Герберт Гувер.
Набагато менш вирішеним є питання про те, коли закінчилася ця епоха. Деякі історики, які наголошують на громадянських свободах, засуджують їх придушення в 1917–1919 роках і не вважають війну наслідком прогресивної політики. Сильний антивоєнний рух на чолі з відомими прогресистами, включаючи Джейн Аддамс, був придушений Рухом готовності та переобранням Вілсона в 1916 році, перемога якого значною мірою була забезпечена його передвиборчим слоганом «Він утримав нас від війни».  Цей слоган вже не був актуальним 6 квітня наступного року, коли Вілсон здивував більшу частину прогресивної бази, яка двічі обирала його, і попросив Конгрес оголосити війну Німеччині. Деякі історики розглядають так звану «війну, що покладе край усім війнам» як глобалізований вираз американського прогресивного руху, кульмінацією якого стала підтримка Вілсоном Ліги Націй.
Політика 1920-х років була недружньою до профспілок і ліберальних борців проти бізнесу, тому багато, якщо не більшість істориків, які наголошують на цих темах, списують це десятиліття. Міські космополітичні вчені відштовхувалися від моралізму заборони, нетерпимості натівістів і Ку-Клукс-Клану і на цих підставах засуджували цю епоху. Наприклад, Річард Гофстадтер у 1955 році написав, що заборона алкоголю «була псевдореформою, обмеженою, провінційною заміною реформи», яка «поширилася по Америці завдяки сільському євангелічному вірусу». Однак, як підкреслив Артур С. Лінк, прогресисти не просто перевернулися і прикинулися мертвими.  Аргумент Лінка на користь безперервності протягом 1920-х років стимулював історіографію, яка визнала прогресивізм потужною силою. Палмер, вказуючи на таких лідерів, як Джордж Норріс, каже: «Прогресивізм, хоча і тимчасово втратив політичну ініціативу, залишався популярним у багатьох західних штатах і давав про себе знати у Вашингтоні під час президентства Гардінга і Куліджа». Герстер і Кордс стверджують, що «оскільки прогресивізм був «духом» або «ентузіазмом», а не легко визначуваною силою зі спільними цілями, то, здається, точніше стверджувати, що він створив клімат для реформ, який тривав аж до 1920-х років, а то й довше».  Деякі соціальні історики припускають, що ККК насправді може вписуватися в прогресивну програму, якщо членів Ку-Клукс-Клану зображувати як «звичайних білих протестантів», які в першу чергу зацікавлені в очищенні системи, що довгий час було основною метою прогресистів.

Вудро Вільсон

1. ↑  Congress and the Progressive Era | U.S. Capitol - Visitor Center. www.visitthecapitol.gov. Архів оригіналу за 29 листопада 2024. Процитовано 30 листопада 2024.
2. ↑  Progressive Era: 1890–1920s | Picture This. picturethis.museumca.org. Архів оригіналу за 7 жовтня 2024. Процитовано 30 листопада 2024.
3. ↑  Джон Д. Бюнкер, Джон К. Бушем та Роберт М. Кранден, Прогресивізм (1986), с. 3–21
4. ↑  Arthur S. Link, "What Happened to the Progressive Movement in the 1920s?." American Historical Review 64.4 (1959): 833–851.
5. ↑  "Progressive Era to New Era". Library of Congress. Archived from the original on November 16, 2023. Retrieved October 24, 2022.
6. ↑  "United States History. The Progressive Era Key Facts". Britannica. Archived from the original on September 5, 2024. Retrieved October 24, 2022.
7. ↑  David W. Southern, The Malignant Heritage: Yankee Progressives and the Negro Question, 1900–1915 (1968); Southern, The Progressive Era And Race: Reaction And Reform 1900–1917 (2005); Norman H. Clark, Deliver Us from Evil: An Interpretation of American Prohibition (1976) p. 170; and Aileen Kraditor, The Ideas of the Woman Suffrage Movement: 1890–1920 (1967). 134–136.
8. ↑  James H. Timberlake, Prohibition and the Progressive Movement, 1900–1920 (1970) pp. 1–7.
9. ↑  Michael Kazin; et al. (2011). The Concise Princeton Encyclopedia of American Political Turn up History. Princeton University Press. p. 181. ISBN 978-1400839469.
10. ↑  Richard Hofstadter, The Progressive Historians: Turner, Beard, Parrington (1968)
11. ↑  Joseph Dorfman, The economic mind in American civilization, 1918–1933 vol 3, 1969
12. ↑  Barry Karl, Charles E. Merriam and the Study of Politics (1975)
13. ↑  Lewis L. Gould, America in the Progressive Era, 1890–1914 (2000)
14. ↑  David B. Tyack, The One Best System: A History of American Urban Education (Harvard UP, 1974), p. 39
15. ↑  George Mowry, The California Progressives (1963) p. 91.
16. ↑  https://archive.org/search?query=title%3A%28%22Direct%20legislation%20by%20the%20Citizenship%22%29
17. ↑  Richard J. Ellis, "The Opportunist: James W. Sullivan and the Origins of the Initiative and Referendum in the United States." American Political Thought 11.1 (2022): 1–47.
18. ↑  Cocks, Catherine; Holloran, Peter C.; Lessoff, Alan (2009). The A to Z of the Progressive Era. Scarecrow Press. p. 266. ISBN 978-0810870697.
19. ↑  Herbert Shapiro, ed., The muckrakers and American society (Heath, 1968), contains representative samples as well as academic commentary.
20. ↑  Judson A. Grenier, "Muckraking the muckrakers: Upton Sinclair and his peers." in David R Colburn and Sandra Pozzetta, eds., Reform and Reformers in the Progressive Era (1983) pp: 71–92.
21. ↑  The Meat Inspection Act
22. ↑  Arlene F. Kantor, "Upton Sinclair and the Pure Food and Drugs Act of 1906.: 'I aimed at the public's heart and by accident, I hit it in the stomach'." American Journal of Public Health 66.12 (1976): 1202–1205.
23. ↑  Robert Miraldi, ed. The Muckrakers: Evangelical Crusaders (Praeger, 2000)
24. ↑  Harry H. Stein, "American Muckrakers and Muckraking: The 50-Year Scholarship", Journalism Quarterly, (1979) 56#1 pp. 9–17.
25. ↑  John D. Buenker, and Robert M. Crunden. Progressivism (1986); Maureen Flanagan, America Reformed: Progressives and Progressivisms, 1890 – the 1920s (2007)
26. ↑  Samuel Haber, Efficiency and Uplift Scientific Management in the Progressive Era 1890–1920 (1964) 656
27. ↑  Daniel Nelson, Frederick W. Taylor and the Rise of Scientific Management (1970).
28. ↑  J.-C. Spender; Hugo Kijne (2012). Scientific Management: Frederick Winslow Taylor's Gift to the World?. Springer. p. 63. ISBN 978-1461314219.
29. 1 2  Olivier Zunz, Philanthropy in America: A History (2012) ch 1 excerpt and text search Archived April 17, 2020, at the Wayback Machine
30. ↑  Nikki Mandell, "Allies or Antagonists? Philanthropic Reformers and Business Reformers in the Progressive Era", Journal of the Gilded Age and Progressive Era (2012), 11#1 71–117.
31. ↑  Branden Little. "Review of Jones, Marian Moser, The American Red Cross from Clara Barton to the New Deal" H-SHGAPE, H-Net Reviews. August 2013, online Archived May 2, 2015, at the Wayback Machine
32. ↑  McGerr, Michael (2003). A Fierce Discontent: The Rise and Fall of the Progressive Movement in America, 1870–1920. New York: Oxford University Press. p. 65.
33. ↑  Wiebe, Robert H (1967). The Search For Order: 1877–1920. New York: Hill and Wang. p. 111.
34. ↑  McGerr, Michael (2003). A Fierce Discontent: The Rise and Fall of the Progressive Movement in America, 1870–1920. New York: Oxford University Press. p. 66.
35. ↑  Paul R. Amato, and Shelley Irving, "Historical trends in divorce in the United States." in Handbook of divorce and relationship dissolution (Psychology Press, 2013) pp. 57–74.
36. ↑  McGerr, Michael (2003). A Fierce Discontent: The Rise and Fall of the Progressive Movement in America, 1870–1920. New York: Oxford University Press. pp. 40–74.
37. ↑  Quoting Eugene Tobin in Journal of American History (1990 p 335) reviewing David Sarasohn, The Party of Reform: Democrats in the Progressive Era (1989). This book is online here See also Robert D. Johnston, “Re-Democratizing the Progressive Era: The Politics of Progressive Era Political Historiography.” Journal of the Gilded Age and Progressive Era 1#1 (2002), pp. 68–92;
38. ↑  Wood County Democrat 17 Aug 1988
39. ↑  Governors and the Progressive Movement By David R. Berman, 2019, p. 123-126
40. ↑  General laws of the State of Texas yr.1892
41. ↑  The intimate papers of Colonel House: behind the political curtain 1912-1915 Arranged as a narrative by Charles Seymour, 1926, P.35
42. ↑  Nancy C. Unger, Fighting Bob La Follette: The Righteous Reformer (2003) pp. 1–5.
43. ↑  Unger, Fighting Bob La Follette: The Righteous Reformer (2003) pp. 239–304.
44. ↑  William H. Harbaugh, "Roosevelt, Theodore (27 October 1858 – 06 January 1919)" American National Biography (1999) online
45. ↑  The Folly of Empire What George W. Bush Could Learn from Theodore Roosevelt and Woodrow Wilson By John B. Judis, 2010, P84
46. ↑  John Milton Cooper, Jr., Woodrow Wilson (2009) pp. 183–184
47. 1 2  Cooper (2009), pp. 186–187
48. ↑  Lloyd Ambrosius (2002). Wilsonianism: Woodrow Wilson and His Legacy in American Foreign Relations. Palgrave Macmillan US. ISBN 978-1-4039-7004-6.
49. ↑  Tony Smith, Why Wilson Matters: The Origin of American Liberal Internationalism and Its Crisis Today (2019).
50. ↑  Shoemaker, Rebecca S. (2004). The White Court: Justices, Rulings, and Legacy. ABC-CLIO. ISBN 9781576079737.
51. 1 2  Henretta, James A. (2006). "Charles Evans Hughes and the Strange Death of Liberal America". University of Illinois Law and History Review. 24 (1): 115–171. doi:10.1017/S0738248000002285. JSTOR 27641353. S2CID 145114078.
52. ↑  "The Big Burn-Transcript". American Experience. PBS. February 3, 2015. Archived from the original on October 6, 2021. Retrieved January 23, 2019.
53. ↑  Robert Muccigrosso, ed., Research Guide to American Historical Biography (1988) 3:1238
54. ↑  D. W. Levy (1985). Herbert Croly of the New Republic: the Life and Thought of an American Progressive. Princeton, NJ: Princeton University Press. ISBN 0-691-04725-1.
55. ↑  Croly, Herbert (2014). The Promise of American Life: Updated Edition. Princeton University Press. p. 237.
56. ↑  Kevin C. O'Leary (1994). "Herbert Croly and progressive democracy". Polity. 26 (4): 533–552. doi:10.2307/3235094. JSTOR 3235094. S2CID 147480352.
57. ↑  The Jungle: Upton Sinclair's Roar Is Even Louder to Animal Advocates Today, Humane Society of the United States, March 10, 2006, archived from the original on January 6, 2010, retrieved June 10, 2010
58. ↑  "Upton Sinclair", Press in America, PB works, archived from the original on October 26, 2021, retrieved October 23, 2019
59. ↑  Steve Weinberg, Taking on the Trust: How Ida Tarbell Brought Down John D. Rockefeller and Standard Oil (2008). p. xiv.
60. ↑  Newman, John; Schmalbach, John (2015). United States History. Amsco. p. 434. ISBN 978-0-7891-8904-2.
61. ↑  The Democratic text book, 1920 / issued by the Democratic National Committee, the Democratic Congressional Committee, P.415-432
62. ↑  Roosevelt's confession of faith before the Progressive national convention, August 6, 1912, P.2
63. ↑  Democratic campaign book, 1924, issued by the Democratic national committee (and) the Democratic congressional committee, Washington, D. C., P.88-95
64. ↑  THE AUTOBIOGRAPHY OF WILLIAM ALLEN WHITE, THE MACMILLAN COMPANY, NEW YORK, 1946, P.442
65. ↑  James Wright, The progressive Yankees: Republican reformers in New Hampshire, 1906–1916 (1987) p. 179
66. ↑  Grantham, 1983, pp. 112–127, 160–177.
67. ↑  Richard White, "It's Your Misfortune and None of My Own": A New History of the American West (1991) p. 355–359, 443–445.
68. ↑  Richard M. Abrams, "A Paradox of Progressivism: Massachusetts on the Eve of Insurgency." Political Science Quarterly 75.3 (1960): 379-399; quote on pp.389-390.. online
69. ↑  G. Wallace Chessman, Governor Theodore Roosevelt: The Albany Apprenticeship, 1898-1900 (Harvard UP, 1965) pp. 281-299.
70. ↑  Richard L McCormick, From realignment to reform : political change in New York State 1893-1910 (1981) p.219. online
71. ↑  Sullivan, James William (1893). Direct Legislation Through the Initiative and Referendum. True Nationalist Publishing Company.
72. ↑  Schmidt, David D. (1989). Citizen Lawmakers: The Ballot Initiative Revolution. Philadelphia, PA: Temple University Press. pp. 7, 262.
73. ↑  "Initiative, Referendum and Recall Introduction". Oregon Blue Book. Salem, Oregon: Oregon Secretary of State. 2006. Archived from the original on October 24, 2018. Retrieved December 29, 2006.
74. ↑  Carey, Charles Henry (1922). History of Oregon. Chicago, Illinois: Pioneer Publishing. pp. 837–838.
75. ↑  Carlos A. Schwantes, The Pacific Northwest: an interpretive history (1996) p. 347.
76. ↑  John M. Allswang, The initiative and referendum in California, 1898–1998 (Stanford University Press, 2000) pp. 1–31.
77. 1 2  American reformers, 1870–1920: Progressives in Word and Deed. L. Lanham, Md.: Rowman & Littlefield. 2006. ISBN 074252762X.
78. ↑  Arthur S. Link, "The Progressive Movement in the South, 1870-1914." North Carolina Historical Review 23.2 (1946): 172-195. online
79. ↑  Dewey W. Grantham, "The Contours of Southern Progressivism." American Historical Review 86.5 (1981): 1035–1059 JSTOR 1858523.
80. ↑  Dewey W. Grantham, "Southern congressional leaders and the new freedom, 1913–1917." Journal of Southern History 13.4 (1947): 439–459 JSTOR 2198322
81. ↑  Jimmie Franklin, "Blacks and the Progressive Movement: Emergence of a new synthesis." OAH Magazine of History 13.3 (1999): 20-23. online
82. ↑  Joan Malczewski, "Weak state, stronger schools: Northern philanthropy and organizational Change in the Jim Crow South." Journal of Southern History 75.4 (2009): 963–1000 JSTOR 27779120 (1962).
83. ↑  Alfred Perkins, Edwin Rogers Embree: The Julius Rosenwald Fund, Foundation Philanthropy, and American Race Relations (Indiana UP, 2011) pp. 95–132. excerpt Archived December 11, 2024, at the Wayback Machine
84. ↑  "Good Roads Campaign | NCpedia". www.ncpedia.org. Archived from the original on May 12, 2024. Retrieved May 12, 2024.
85. ↑  Link, William A. (1996). The paradox of Southern progressivism, 1880–1930. The Fred. W. Morrison series in Southern studies (Nachdr. ed.). Chapel Hill: Univ. of North Carolina Press. ISBN 978-0-8078-4589-9.
86. ↑  William A. Link, North Carolina: Change and Tradition in a Southern State (2009) pp. 285–313.
87. ↑  Gilmore, Glenda Elizabeth (2019). Gender and Jim Crow: women and the politics of White supremacy in North Carolina, 1896–1920. Gender & American culture (Second ed.). Chapel Hill: The University of North Carolina Press. ISBN 978-1-4696-5188-0. OCLC 1052404500.
88. ↑  Allen F. Davis, "The social workers and the progressive party, 1912–1916." American Historical Review 69.3 (1964): 671–688 JSTOR 1845783.
89. ↑  Michael Kazin, ed. The concise Princeton Encyclopedia of American political history (2011) pp. 347–348.
90. ↑  Nancy C. Unger, Fighting Bob La Follette: The Righteous Reformer (U of North Carolina Press, 2003) pp. 1–5.
91. ↑  John D. Buenker, The History of Wisconsin, vol. IV: The Progressive Era 1893–1914 (1998) pp. 569–573.
92. ↑  Ware, Alan (2002). The American direct primary: party institutionalization and transformation in the North. Cambridge, England: Cambridge University Press. p. 118. ISBN 978-0-521-81492-8.
93. ↑  Ranney, Joseph. "Wisconsin's Legal History: Law and the Progressive Era, Part 3: Reforming the Workplace". Archived from the original on September 18, 2012. Retrieved March 13, 2010.
94. ↑  Stark, John (Autumn 1987). "The Establishment of Wisconsin's Income Tax". Wisconsin Magazine of History. 71 (1): 27–45. Archived from the original on February 2, 2017. Retrieved October 27, 2022.
95. ↑  Robert C. Nesbit, Wisconsin: A History (1973) pp. 430–436.
96. ↑  Stark, Jack (1995). "The Wisconsin Idea: The University's Service to the State". The State of Wisconsin Blue Book, 1995–1996. Madison: Legislative Reference Bureau. pp. 101–179. OCLC 33902087
97. ↑  Nelson, Daniel (Winter 1967–1968). "The Origins of Unemployment Insurance in Wisconsin". Wisconsin Magazine of History. 51 (2): 109–121. Archived from the original on February 2, 2017. Retrieved October 27, 2022.
98. ↑  Arthur J. Altmeyer, "The Wisconsin Idea and Social Security." Wisconsin Magazine of History (1958) 42#1: 19–25.
99. ↑  Nesbit, Wisconsin (1973) pp. 436–440.
100. ↑  Merle Curti and Vernon Carstensen, The University of Wisconsin: A History, 1848–1925 (Vol. 2, 1949) pp. 67–68, 102.
101. ↑  Allan G. Bogue, Frederick Jackson Turner (1998) pp. 254–258.
102. ↑  Ellen Condliffe Lagemann, "Experimenting with education: John Dewey and Ella Flagg Young at the University of Chicago." American Journal of Education 104.3 (1996): 171-185. online
103. ↑  Sandra D. Harmon, "Florence Kelley in Illinois." Journal of the Illinois State Historical Society 74.3 (1981): 162-178. online
104. ↑  Hollie Pich, "Various, Beautiful, and Terrible: The Life and Legacy of Ida B. Wells-Barnett, Australasian Journal of American Studies 34#2 (2015), pp. 59–74. online
105. ↑  Franklin, D. (1986). Mary Richmond and Jane Addams: From Moral Certainty to Rational Inquiry in Social Work Practice. Social Service Review, 504–525.
106. ↑  Chambers, C. (1986). Women in the Creation of the Profession of Social Work. Social Service Review, 60 (1), 1–33.
107. ↑  Deegan, M. J. (1988). Jane Addams and the Men of the Chicago School, 1892–1918. New Brunswick, NJ: Transaction Books.
108. ↑  Shields, Patricia M. (2017). Jane Addams: Pioneer in American Sociology, Social Work and Public Administration. In, P. Shields Editor, Jane Addams: Progressive Pioneer of Peace, Philosophy, Sociology, Social Work and Public Administration pp. 43–68. ISBN 978-3-319-50646-3
109. ↑  Stivers, C. (2009). A Civic Machinery for Democratic Expression: Jane Addams on Public Administration. In M. Fischer, C. Nackenoff, & W. Chielewski, Jane Addams and the Practice of Democracy (pp. 87–97). Chicago, Illinois: University of Illinois Press.
110. ↑  Shields, Patricia M. (2017). Jane Addams: Peace Activist and Peace Theorist In, P. Shields Editor, Jane Addams: Progressive Pioneer of Peace, Philosophy, Sociology, Social Work and Public Administration pp. 31–42. ISBN 978-3-319-50646-3
111. ↑  "Celebrating Women's History Month: The Fight for Women's Rights and the American Civil Liberties Union, ACLU". American Civil Liberties Union of Virginia. ACLU Virginia. March 28, 2013. Archived from the original on May 12, 2016. Retrieved October 23, 2019.
112. ↑  Stuart, Paul H. (2013). "Social Work Profession: History". Social Work – National Assoc. of Social Workers Press. Oxford University Press. doi:10.1093/acrefore/9780199975839.013.623. ISBN 978-0-19-997583-9. Archived from the original on November 9, 2014. Retrieved June 13, 2013.
113. ↑  Maurice Hamington, "Jane Addams" in Stanford Encyclopedia of Philosophy (2010) portrays her as a radical pragmatist and the first woman "public philosopher" in United States history.
114. ↑  Caves, R. W. (2004). Encyclopedia of the City. Routledge. p. 8.
115. ↑  Gene Clanton, "Populism, Progressivism, and Equality: The Kansas Paradigm" Agricultural History (1977) 51#3 pp. 559–581.
116. ↑  John C. Teaford, Cities of the heartland: the rise and fall of the industrial Midwest (1993) pp. 111–121.
117. ↑  Teaford, Cities of the Heartland (1993) pp. 121–123.
118. ↑  Judith Sealander, Grand plans Business progressivism and social change in Ohio's Miami Valley, 1890–1929 (2014) online.
119. ↑  Leland L. Sage, A History of Iowa (1974) pp. 216–248.
120. ↑  Thomas J. Bray, "The Cummins Leadership" Annals of Iowa (1954) 32#4 pp. 241–296. online Archived December 2, 2022, at the Wayback Machine
121. ↑  Ralph Mills Sayre. "Albert Baird Cummins and the progressive movement in Iowa". PhD dissertation. Columbia University, 1958. ProQuest Dissertations Publishing, 1958. 5802602.
122. ↑  Sage, A History of Iowa (1974) p. 255.
123. ↑  Nancy Cohen, The Reconstruction of American Liberalism, 1865-1914 (U of North Carolina Press, 2001) p.5.
124. ↑  Hidy and Hidy, pp. 683, 708–718.
125. ↑  Bruce Bringhurst. Antitrust and the Oil Monopoly: The Standard Oil Cases, 1890–1911 (1976).
126. ↑  Carl Eis, "The 1919–1930 Merger Movement In American Industry" Journal of Law & Economics (1969) 12#2 pp. 267–296.
127. ↑  J. Morgan Kousser, The shaping of southern politics: Suffrage restriction and the establishment of the one-party south, 1880–1910 (Yale University Press, 1974).
128. ↑  John D. Buenker and Edward R. Kantowicz, Historical Dictionary of the Progressive Era, 1890–1920 (1988) pp. 380–381.
129. ↑  Peter H. Argersinger, "Electoral Processes." in Encyclopedia of American Political History (1984) 2: 489–512.
130. ↑  H. Feldman, "The Direct Primary in New York State" American Political Science Review (1917) 11#3 pp. 494–518 JSTOR 1944250
131. ↑  Robert F. Wesser, Charles Evans Hughes: Politics and Reform in New York, 1905–1910 (Cornell UP, 2009) pp. 252–301. [
132. ↑  David E. Kyvig, Explicit and authentic acts: amending the U.S. Constitution, 1776–1995 (Kansas UP, 1996) pp. 208–214; Hedwig Richter: "Transnational Reform and Democracy: Election Reforms in New York City and Berlin Around 1900" Archived July 13, 2019, at the Wayback Machine, in: Journal of the Gilded Age and Progressive Era 15 (2016), 149–175
133. 1 2  "The Progressive Era". Boundless US History. Retrieved February 13, 2019.
134. ↑  H. Edward Flentje, "The Political Roots of City Managers in Kansas" Kansas History (1984) 7#2 pp. 139–158.
135. ↑  Gwendoline Alphonso, "Hearth and Soul: Economics and Culture in Partisan Conceptions of the Family in the Progressive Era, 1900–1920", Studies in American Political Development, Oct 2010, Vol. 24 Issue 2, pp. 206–232.
136. ↑  Leff, Mark H. (1973). "Consensus for Reform: The Mothers'-Pension Movement in the Progressive Era". Social Service Review. 47 (3): 397–417. doi:10.1086/643020. JSTOR 30021515. S2CID 154238579.
137. ↑  D'Ann Campbell, "Judge Ben Lindsey and the Juvenile Court Movement, 1901–1904", Arizona and the West, (1976) 18#1 pp. 5–20.
138. ↑  James Marten, ed. Children and Youth during the Gilded Page and Progressive Era (2014)
139. ↑  Marc T. Law, "The Origins of State Pure Food Regulation", Journal of Economic History, Dec 2003, Vol. 63 Issue 4, pp. 1103–1131.
140. ↑  Black, Gregory D. Hollywood Censored: Morality Codes, Catholics, and the Movies. Cambridge University Press 1994
141. ↑  Erin Wuebker, "Social Hygiene in America" (Gale, 2020) online Archived April 1, 2023, at the Wayback Machine.
142. ↑  Mara L. Keire, "The vice trust: A reinterpretation of the white slavery scare in the United States, 1907–1917." Journal of Social History 35.1 (2001): 5–41 excerpt
143. ↑  Allen F. Davis, "Welfare, Reform and World War I." American Quarterly 19.3 (1967): 516–533 JSTOR 2711070.
144. ↑  Michael Imber, "The First World War, sex education, and the American Social Hygiene Association's campaign against venereal disease." Journal of educational administration and history 16.1 (1984): 47–56.
145. ↑  On international work for social hygiene see Lou Antolihao, et al. Spreading Protestant Modernity: Global Perspectives on the Social Work of the YMCA and YWCA, 1889–1970 (University of Hawaii Press, 2020).
146. ↑  Christina Simmons, "African Americans and sexual victorianism in the social hygiene movement, 1910–40." Journal of the History of Sexuality 4.1 (1993): 51–75 JSTOR 3704179.
147. ↑  "Laissez faire and the general-welfare state; a study of conflict in American thought, 1865-1901". HathiTrust. Archived from the original on July 26, 2024. Retrieved November 30, 2024.
148. ↑  THIRD PARTY MOVEMENTS SINCE THE CIVIL WAR WITH SPECIAL REFERENCE TO IOWA A STUDY IN SOCIAL POLITICS BY FRED E. HAYNES, 1916, P.409
149. ↑  See Carol Boyd Leon, "The life of American workers in 1915," Monthly Labor Review (U.S. Bureau of Labor Statistics, February 2016) comparison in many aspects with 2015. doi:10.21916/mlr.2016.5
150. ↑  Julie Greene, Pure and Simple Politics: The American Federation of Labor and Political Activism, 1881–1917 (1998)
151. ↑  "Iga.ucdavis.edu" (PDF). Archived from the original (PDF) on March 5, 2016. Retrieved October 23, 2019.
152. ↑  "Bls.gov" (PDF). Archived (PDF) from the original on September 23, 2015. Retrieved October 23, 2019.
153. ↑  "Growth of labor law in the United States". HathiTrust.
154. ↑  The Political Development of American Debt Relief By Emily Zackin, Chloe N. Thurston, 2024, p. 103
155. ↑  "American labor legislation review". January 18, 1911: 32 volumes. Archived from the original on December 4, 2024. Retrieved December 3, 2024 – via Hathi Trust.
156. ↑  "Labor Legislation of 1912-32". A Policymaker's Perspective on the U.S. Economy. December 13, 1912. Archived from the original on December 6, 2024. Retrieved December 3, 2024 – via fraser.stlouisfed.org.
157. ↑  Paige Meltzer, "The Pulse and Conscience of America" The General Federation and Women's Citizenship, 1945–1960," Frontiers: A Journal of Women Studies (2009), Vol. 30 Issue 3, pp. 52–76. online Archived March 4, 2016, at the Wayback Machine
158. 1 2 3  Simmons, Christina (2011). Making marriage modern: Women's sexuality from the Progressive Era to World War II (1st paperback ed.). Oxford: Oxford University Press. ISBN 978-0199874033. OCLC 773370033.
159. ↑  Eleanor Flexner, Century of Struggle (1959), pp. 208–217.
160. ↑  Corrine M. McConnaughy, The Woman Suffrage Movement in America: A Reassessment (2013).
161. ↑  Nancy F. Cott, The Grounding of Modern Feminism (1989) pp. 51–82
162. ↑  Rouse, Wendy L. (2017). Her own hero: the origins of the women's self-defense movement. New York: New York University Press. ISBN 978-1-4798-7276-3. OCLC 989726274.
163. ↑  John Dittmer, Black Georgia in the Progressive era, 1900–1920 (1980).
164. ↑  David W. Southern, The Progressive Era and Race: Reaction and Reform, 1900–1917 (2005)
165. ↑  Angela Jones, African American Civil Rights: Early Activism and the Niagara Movement (2011) online Archived June 24, 2016, at the Wayback Machine
166. ↑  Debra Reid, "Rural African Americans and Progressive Reform", Agricultural History (2000) 74#2 pp. 322–341 on Texas.
167. ↑  Dianne D. Glave, "'A Garden so Brilliant With Colors, so Original in its Design': Rural African American Women, Gardening, Progressive Reform, and the Foundation of an African American Environmental Perspective." Environmental History 8#3 (2003): 395–411.
168. ↑  Dianne D. Glave and Mark Stoll, eds., To Love the Wind and the Rain': African Americans and Environmental History. (2006).
169. ↑  Mark D. Hersey, My Work Is That of Conservation: An Environmental Biography of George Washington Carver (2011) online Archived October 23, 2020, at the Wayback Machine
170. ↑  Keire, Mara L. (2001). "The Vice Trust: A Reinterpretation of the White Slavery Scare in the United States, 1907–1917". Journal of Social History. 35: 5–41. doi:10.1353/jsh.2001.0089. S2CID 144256136.
171. ↑  Woodward, C. Vann (1945). The Strange Career of Jim Crow.
172. ↑  Hovenkamp, H. 2017 The Progressives: Racism and Public Law Public Law and Legal Theory Research Paper Series, 59 Ariz. L. Rev. 947
173. ↑  John M. Allswang, The initiative and referendum in California, 1898–1998, (2000) ch 1.
174. ↑  "State Initiative and Referendum Summary". State Initiative & Referendum Institute at USC. Archived from the original on February 11, 2016. Retrieved November 27, 2006.
175. ↑  Christopher Hoebeke, The road to mass democracy: original intent and the Seventeenth Amendment (1995) p. 18
176. ↑  Root, Elihu (1900). The short ballot and the 'Invisible Government'. New York: National Short Ballot Association – via Robarts – University of Toronto.
177. ↑  Karen M. Kaufmann, et al., "A Promise Fulfilled? Open Primaries and Representation," Journal of Politics 65#2 (2003): 457–476. JSTOR 3449815
178. ↑  Michael J. Klarman, "The White Primary Rulings: A Case Study in the Consequences of Supreme Court Decisionmaking". Florida State University Law Review (2001). 29#1: 55–107 online Archived December 25, 2022, at the Wayback Machine.
179. ↑  Irvine L. Lenroot, Wisconsin Magazine of History 26#2 (1942), pp. 219–221. JSTOR 4631524
180. ↑  Robert C. Nesbit, Wisconsin: A History (1973) 412–415, 528.
181. ↑  Reynolds, Testing Democracy pp. 130–133.
182. ↑  Duane Lockard, New England State Politics (1959) pp. 124–125.
183. ↑  Richard McCormick, (1981) pp. 243–217
184. ↑  Robert F. Wesser, Charles Evans Hughes: Politics and Reform in New York, 1905–1910 (Cornell UP, 2009) pp. 252–301.
185. ↑  Melvin G. Holli, Reform in Detroit: Hazen S. Pingree and Urban Politics (1969).
186. ↑  Kenneth Finegold, "Traditional Reform, Municipal Populism, and Progressivism", Urban Affairs Review, (1995) 31#1 pp. 20–42.
187. ↑  Arthur E. DeMatteo, "The Progressive As Elitist: 'Golden Rule' Jones and the Toledo Charter Reform Campaign of 1901", Northwest Ohio Quarterly, (1997) 69#1 pp. 8–30.
188. ↑  Eugene M. Tobin, "The Progressive as Single Taxer: Mark Fagan and the Jersey City Experience, 1900–1917", American Journal of Economics & Sociology, (1974) 33#3 pp. 287–298.
189. ↑  Martin J. Schiesl, "Progressive Reform in Los Angeles under Mayor Alexander, 1909–1913", California Historical Quarterly, (1975) 534#1, pp. 37–56.
190. ↑  G. Wayne Dowdy, "'A Business Government by a Business Man': E. H. Crump as a Progressive Mayor, 1910–1915", Tennessee Historical Quarterly, (2001) 60#3 3, pp. 162–175.
191. ↑  William E. Ellis, "Robert Worth Bingham and Louisville Progressivism, 1905–1910", Filson Club History Quarterly, (1980) 54#2 pp. 169–195.
192. ↑  William Thomas Hutchinson, Lowden of Illinois: the life of Frank O. Lowden (1957) vol 2
193. ↑  "Progressivism and the Wisconsin Idea". Wisconsin Historical Society. 2008. Archived from the original on April 2, 2015. Retrieved February 7, 2008.
194. ↑  Ronald K. Goodenow, "Educating the Masses and Reforming the City: Another Look at the Gary Plan" Teachers College Record (1982) 83#3 pp. 467–473.
195. ↑  Ronald D. Cohen, "The Gary Schools and Progressive Education in the 1920's" (1975) online
196. 1 2  "Cities During the Progressive Era | Progressive Era to New Era, 1900–1929 | U.S. History Primary Source Timeline | Classroom Materials at the Library of Congress | Library of Congress
197. 1 2 3  "Automobiles in the Progressive and New Eras | Progressive Era to New Era, 1900–1929 | U.S. History Primary Source Timeline | Classroom Materials at the Library of Congress | Library of Congress". Library of Congress.
198. ↑  William L. Bowers, "Country-Life Reform, 1900–1920: A Neglected Aspect of Progressive Era History." Agricultural History 45#3 (1971): 211–21. JSTOR 3741982
199. ↑  Stuart W. Shulman, "The Progressive Era Farm Press", Journalism History (1999) 25#1 pp. 27–36.
200. ↑  William A. Link, A Hard Country and a Lonely Place: Schooling, Society, and Reform in Rural Virginia, 1870–1920 (1986).
201. ↑  Harold U. Faulkner, The Decline of Laissez Faire, 1897–1917 (1951) pp. 233–236.
202. ↑  Charles Lee Dearing, American highway policy (1942).
203. ↑  Tammy Ingram, Dixie Highway: Road Building and the Making of the Modern South, 1900–1930 (2014).
204. ↑  David R. Reynolds, There goes the neighborhood: Rural school consolidation at the grass roots in early twentieth-century Iowa (University of Iowa Press, 2002).
205. ↑  Danbom, David B. (April 1979). "Rural Education Reform and the Country Life Movement, 1900–1920". Agricultural History. 53 (2): 464–466. JSTOR 3742421.
206. ↑  Ellen Natasha Thompson, "The Changing Needs of Our Youth Today: The Response of 4-H to Social and Economic Transformations in Twentieth-century North Carolina." (PhD Diss. University of North Carolina at Greensboro, 2012).
207. ↑  Marilyn Irvin Holt, Linoleum, Better Babies, and the Modern Farm Woman, 1890–1930 (1995).
208. 1 2 3  "Conservation in the Progressive Era | Progressive Era to New Era, 1900–1929 | U.S. History Primary Source Timeline | Classroom Materials at the Library of Congress | Library of Congress". Library of Congress. Archived from the original on May 28, 2024. Retrieved June 28, 2024
209. ↑  Danbom 1979, p. 473.
210. ↑  Richard Jensen and Mark Friedberger, "Education and Social Structure: An Historical Study of Iowa, 1870–1930" (Chicago: Newberry Library, 1976
211. ↑  David E. Kyvig, Explicit and authentic acts: amending the U.S. Constitution, 1776–1995 (1996)
212. ↑  Ballard Campbell, "Economic Causes of Progressivism," Journal of the Gilded Age and Progressive Era, Jan 2005, Vol. 4 Issue 1, pp. 7–22
213. 1 2 3  Harold U. Faulkner, The Decline of Laissez Faire, 1897–1917 (1951)
214. ↑  Vincent W. Howard, "Woodrow Wilson, The Press, and Presidential Leadership: Another Look at the Passage of the Underwood Tariff, 1913", CR: The Centennial Review, 1980, Vol. 24 Issue 2, pp. 167–14
215. ↑  Arthur S. Link, Woodrow Wilson and the progressive Era, 1910–1917 (1954) pp. 25–80
216. ↑  James C German Jr "The Taft administration and the Sherman Antitrust Act", Mid-America 52.3 1972 pp. 172–186
217. ↑  George W. Wickersham, "Recent Interpretation of the Sherman Act." Michigan Law Review (1911) 10#1: 1–25
218. ↑  Wickersham to Taft August 23, 1912 in Record, p. 179.
219. ↑  Record, p. 186.
220. ↑  Gwendolyn Mink, Old Labor and New Immigrants in American Political Development: Union, Party and State, 1875–1920 (1990)
221. 1 2  Robert D. Parmet, Labor and immigration in industrial America (1987) p. 146
222. ↑  Daniel J. Tichenor, Dividing lines: the politics of immigration control in America (2002) p. 71
223. ↑  Claudia Goldin, "The Political Economy of Immigration Restriction in the United States, 1890 to 1921", in Goldin, The regulated economy (1994) ch 7.
224. ↑  Thomas C. Leonard, "Retrospectives: Eugenics and Economics in the Progressive Era" Archived March 25, 2015, at the Wayback Machine Journal of Economic Perspectives, (2005) 19(4): 207–224
225. ↑  James R. Barrett, "Americanization from the Bottom, Up: Immigration and the Remaking of the American Working Class, 1880–1930", Journal of American History 79 (December 1992): 996–1020. JSTOR 2080796.
226. ↑  Christina A. Ziegler-McPherson, Americanization in the States: Immigrant Social Welfare Policy, Citizenship, and National Identity in the United States, 1908–1929 (2009)
227. ↑  E. James Hindman, "The General Arbitration Treaties of William Howard Taft." Historian 36.1 (1973): 52–65. JSTOR 24443896

^
228. ↑  Campbell, John P. (1966). "Taft, Roosevelt, and the Arbitration Treaties of 1911". The Journal of American History. 53 (2): 279–298.
229. ↑  Arthur S. Link (1956). Wilson, Volume II: The New Freedom. Princeton University Press. p. 278. ISBN 978-1400875825.
230. ↑  Flanagan, Maureen A. (2007). America reformed : Progressives and progressivisms, 1890s–1920s. New York: Oxford University Press.
231. ↑  Miller, Stuart Creighton (1982). Benevolent Assimilation: The American Conquest of the Philippines, 1899–1903. Yale University Press.
232. ↑  Andrew Roberts, A History of the English-Speaking Peoples Since 1900 (2008), p. 26.
233. ↑  Theresa Ventura, "From Small Farms to Progressive Plantations: The Trajectory of Land Reform in the American Colonial Philippines, 1900–1916." Agricultural History 90#4 (2016): 459–483.
234. ↑  Mina Roces, "Filipino Elite Women and Public Health in the American Colonial Era, 1906–1940." Women's History Review 26#3 (2017): 477–502.
235. ↑  Paul M. Minus, Walter Rauschenbusch: America Reformer (1988) pp. x, 175–176.
236. ↑  Ronald Cedric et al. The Social Gospel: Religion and reform in changing America (Temple UP, 1976).
237. ↑  Jack B. Rogers and Robert E. Blade, "The Great Ends of the Church: Two Perspectives". Journal of Presbyterian History (1998). 76#3: 181–186.
238. ↑  Richard Hofstadter, The Age of Reform (1955) p. 152.
239. ↑  Patricia O'Toole, The Moralist: Woodrow Wilson and The World He Made (2018) pp. xv–xvii.
240. ↑  Michael Kazin, A Godly Hero: The Life of William Jennings Bryan (2006) pp xiii–xvi.
241. ↑  Nancy C. Unger, Fighting Bob La Follette: The Righteous Reformer (2003).
242. ↑  Leroy G. Dorsey, "Preaching Morality in Modern America: Theodore Roosevelt's Rhetorical Progressivism." in Rhetoric and Reform in the Progressive Era, A Rhetorical History of the United States: Significant Moments in American Public Discourse, ed. J. Michael Hogan, (Michigan State University Press, 2003), vol 6, pp. 49–83.
243. ↑  Joshua D. Hawley, Theodore Roosevelt: Preacher of Righteousness (2008), p. xvii. excerpt Archived March 26, 2023, at the Wayback Machine. Josh Hawleyin 2019 became a Republican senator with intense moralistic rhetoric.
244. ↑  The Independent (Feb. 6, 1908) p. 274 online
245. ↑  Special message to Congress, January 31, 1908," in Elting E. Morison, ed., The Letters of Theodore Roosevelt (Harvard UP, 1952) vol 5 pp. 1580, 1587; see online version at UC Santa Barbara, "The American Presidency Project" Archived December 4, 2022, at the Wayback Machine
246. ↑  Ira M. Wasserman, "Status politics and economic class interests: The 1918 prohibition referendum in California." Sociological Quarterly 31.3 (1990): 475–484.
247. ↑  John D. Buenker, "An American kulturkampf: The birth pangs of cultural pluralism." Urban Liberalism and Progressive Reform (1973) pp. 163–197.
248. ↑  Ira M. Wasserman, "Prohibition and ethnocultural conflict: The Missouri prohibition referendum of 1918." Social Science Quarterly 70.4 (1989): 886–901.
249. ↑  Lewis L. Gould, "Progressives and prohibitionists: Texas Democratic politics, 1911–1921." The Southwestern Historical Quarterly 75.1 (1971): 5–18.
250. ↑  Joe Locke, "Making the Bible Belt: Preachers, Prohibition, and the Politicization of Southern Religion, 1877–1918" (PhD dissertation, Rice University, 2012).
251. ↑  K. Austin Kerr, Organized for Prohibition: A New History of the Anti-Saloon League (1985).
252. 1 2  David E. Kyvig, Repealing National Prohibition (2000)
253. ↑  Johnson, Earl. 1962. "Organized Crime: Challenge to the American." 'MJournal of Criminal Law and Criminology'm 53 (4): 399–425.
254. ↑  Reese, William (2001). "The Origins of Progressive Education". History of Education Quarterly. 41 (1): 1–24. doi:10.1111/j.1748-5959.2001.tb00072.x. JSTOR 369477. S2CID 143244952.
255. ↑  "A Brief Overview of Progressive Education". Retrieved February 8, 2019.
256. ↑  Mintz, Steven. "Statistics: Education in America, 1860–1950". History Now. Archived from the original on February 9, 2019. Retrieved February 8, 2019.
257. ↑  Megan J. Elias, "No place like home: A survey of American home economics history." History Compass 9.1 (2011): 97-105.
258. ↑  Danielle Dreilinger, The secret history of home economics: How trailblazing women harnessed the power of home and changed the way we live (Norton, 2021)
259. ↑  Rima D. Apple, and Joyce Coleman, " 'As Members of the Social Whole': A History of Social Reform as a Focus of Home Economics, 1895–1940." Family and Consumer Sciences Research Journal 32.2 (2003): 104-126.
260. ↑  Sarah Stage, and Virginia Bramble Vincenti, eds. Rethinking home economics: Women and the history of a profession (Cornell University Press, 1997)
261. ↑  Powers, Jane B. (1992). The Girl Question: Vocational Training for Young Women in the Progressive Era. Washington, D.C: Routledge. pp. 12–16.
262. ↑  Hugh D. Hindman, Child labor: an American history (M.E. Sharpe, 2002)
263. ↑  William A. Link, The Paradox of Southern Progressivism 1880–1930 (1992) p. 170
264. ↑  McGerr, Michael (2003). A Fierce Discontent: The Rise And Fall Of The Progressive Movement In America, 1870–1920. New York: New York:Free Press. pp. 107–110.
265. ↑  Lawrence Friedman and Mark McGarvie, Charity, philanthropy, and civility in American history (2003) p. 231
266. ↑  W. Bruce Fye, "The Origins and Evolution of the Mayo Clinic from 1864 to 1939: A Minnesota Family Practice Becomes an International 'Medical Mecca'", Bulletin of the History of Medicine Volume 84, Number 3, Fall 2010 pp. 323–357 in Project MUSE
267. ↑  Steven J. Diner, A Very Different Age: Americans of the Progressive Era (1998) p. 186
268. ↑  "Moral Uplifting". The U.S. World War One Centennial Commission. Archived from the original on November 12, 2022. Retrieved November 12, 2022.
269. ↑  Bristow, Nancy K. (1997). Making Men Moral: Social Engineering During the Great War. NYU Press. ISBN 978-0-8147-8623-9.
270. ↑  Leonard, Thomas C. (2005) "Retrospectives: Eugenics and Economics in the Progressive Era" Archived March 25, 2015, at the Wayback Machine, Journal of Economic Perspectives, 19(4): 207–224
271. ↑  Nancy Cohen, The reconstruction of American liberalism, 1865–1914 (2002) p. 243
272. ↑  Celeste Michelle Condit, The meanings of the gene: public debates about human heredity (1999) p. 51
273. ↑  Eric Goldman, Rendezvous with Destiny: A History of Modern American Reform (1952)
274. ↑  Melvin G. Holli, Reform in Detroit: Hazen S. Pingree and Urban Politics (1969)
275. ↑  David P. Thelen, The New Citizenship: Origins of Progressivism in Wisconsin, 1885–1900 (1972)
276. ↑  Kevin C. Murphy, Uphill all the way: The fortunes of progressivism, 1919–1929 (PhD dissertation, Columbia University, 2013; ProQuest Dissertations Publishing, 2013. 3552093.) online Archived December 23, 2022, at the Wayback Machine.
277. ↑  Barry C. Edwards, "Putting Hoover on the Map: Was the 31st President a Progressive?" Congress & the Presidency 41#1 (2014).
278. ↑  Paul L. Murphy, "World War I and the Origin of Civil Liberties in the United States" (1979)
279. ↑  Jane Addams, Bread and Peace in Time of War (1922)
280. ↑  John Milton Cooper, Breaking the Heart of the World: Woodrow Wilson and the Fight for the League of Nations (2010)
281. ↑  Richard Hofstadter, The Age of Reform (1955) p. 287
282. ↑  Arthur S. Link, "What Happened to the Progressive Movement in the 1920s?", American Historical Review Vol. 64, No. 4 (Jul. 1959), pp. 833–851
283. ↑  Niall A. Palmer, The Twenties in America: Politics and History (2006) p. 176
284. ↑  Patrick Gerster and Nicholas Cords, Myth in American History (1977) p. 203
285. ↑  Stanley Coben, "Ordinary white Protestants: The KKK of the 1920s," Journal of Social History, (1994) 28#1 pp. 155–165